# Le Château d'Indolence
Vous lisez un « article de qualité » labellisé en 2017.
Le Château d'Indolence, poème allégorique, écrit en imitation de Spenser (The Castle of Indolence, An Allegorical Poem, Written in imitation of Spenser en anglais) est un poème de James Thomson (1700-1748) paru en 1748.
L'œuvre comprend deux chants : l'un est essentiellement consacré à la description du château, de ses hôtes et de la vie qu'on y mène, l'autre apporte une contre-partie mettant en scène le chevalier des Arts et de l'Industrie qui lutte contre l'indolence et vainc les maux que recèle cette fausse volupté. Ainsi, le poème se transforme peu à peu en sermon sur le devoir chrétien et l'exhortation à la tâche, et devient même une allégorie du progrès matériel, et par conséquent, spirituel, sans pour autant perdre son caractère ludique — ou politique — et son foisonnement verbal.
Les commentateurs modernes apprécient davantage la manière dont le sujet a été traité que le sujet lui-même, sans doute fidèles à l'idée que le poète se fait de son œuvre. En effet, s'il peut donner l'impression de désinvolture lorsqu'il écrit sa leçon didactique, il apporte un soin extrême à son expression poétique. Il s'agit là d'un art conscient, d'apparence facile mais d'un naturel acquis et très travaillé. À ce titre, Le Château d'Indolence fait date dans la littérature anglaise, moins que Les Saisons (1730), mais au même titre qu'elles. Un débat s'est ouvert : Thomson est classique, mais il annonce de façon parfois appuyée le romantisme, si bien qu'il paraît égaré en un demi-siècle soumis au dogme défini par Alexander Pope et se situe à la croisée de chemins encore mal tracés, comme au confluent de deux rivières.
Quoi qu'il en soit, l'expression poétique adoptée est trop complexe pour se réduire à une seule formule : tantôt originale, tantôt empruntée, parfois un témoignage de fidélité ou bien une escapade littéraire solitaire, l'œuvre pose beaucoup de questions. La vocation poétique de Thomson a été préparée et cultivée par de nombreuses références et il s'y est pris à plusieurs fois pour écrire son Château d'Indolence : lorsqu'il le termine en 1748, il a eu le temps d'être marqué par son époque, des maîtres, un tempérament affirmé et un passé littéraire.
De plus, les différents procédés stylistiques qu'utilise Thomson dans son poème dépassent la seule dimension rhétorique, car s'y ajoute une attention poussée aux variations métriques et à la séquence des sons qui, par le jeu des assonances et des allitérations, s'harmonisent ou se heurtent en une savante chorégraphie verbale.

## Genèse, résumé et accueil
Publiée en 1748, soit trois mois avant la mort de son auteur, l'œuvre est restée en gestation pendant quatorze ou quinze ans. Son but premier a été la parodie, voire le simple goût de la plaisanterie et de la jonglerie verbale sur fond de langage poétique (poetic diction) précieux et d'allégories pseudo-gothiques.

### Gestation

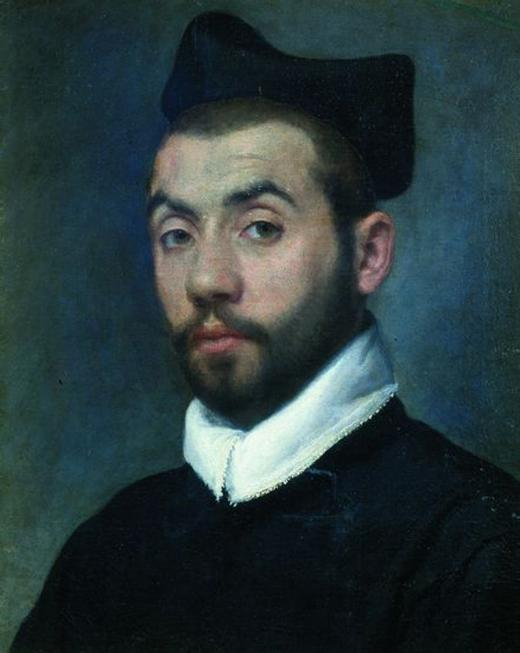
Clément Marot (1496-1544).

Après la publication échelonnée et la permanente révision des Saisons, la production littéraire de Thomson reste peu importante jusqu'à la longue mise en œuvre du  Château d'Indolence : le poème Liberty (La Liberté) et de quelques tragédies. À partir de 1738, retranché dans sa paisible demeure de Richmond, le poète jouit en sybarite de sa modeste gloire et de sa courte aisance. S'abandonnant à une oisiveté rompant avec la frénésie de la décennie précédente, il subit l'amicale raillerie de ses amis qui le taxent de dilettantisme. En riposte à leurs taquineries, il trace en quelques strophes le portrait de ces compagnons de loisir, eux aussi touchés par la grâce de la paresse. Ces confessions d'un paresseux adressées à d'autres paresseux s'amplifient au fil des années pour devenir une œuvre d'envergure sans cesse retouchée : ainsi naît cette épopée de l'indolence chantée par un indolent.
Le poème est précédé d'un avertissement où Thomson réitère qu'il s'agit-là d'une imitation de Spenser, avec ses archaïsmes (« obsolete words »), sa langue chargée de peu de matière (« simplicity of diction »), appropriés à la forme allégorique en anglais, de la même façon que le style de Marot a fait merveille en français au temps de François Ier, puis dans des épîtres et des contes dus à la plume des plus raffinés des écrivains sous Louis XIV.
De fait, Spenser a cherché en Marot une forme de style, que Boileau ne pouvait mieux louer qu'en recommandant à ses contemporains : « Imitons de Marot l'élégant badinage ».

### Chant I
Un préambule de quatre vers rappelle la morale de l'histoire :
| « The Castle hight of Indolence And its false luxury; Where for a little time, alas! We lived right jollity ». | Le château nommé d'Indolence Et son luxe fallacieux, Où pendant quelque temps, hélas ! Nous vécûmes dans une franche gaieté |

#### Le château et ses hôtes
Après ce court prélude, les six premières strophes décrivent le château et le site qu'il domine ; s'élèvent les chants du magicien, tout de joies promises plus extatiques les unes que les autres. Outre les adeptes déjà conquis, une foule de gens attirés par sa voix se presse aux entrées, tandis que certains, plus circonspects, restent sur leur quant-à-soi. Dès que les nouveaux arrivants se trouvent en sa présence et que le magicien peut les toucher, leurs forces les abandonnent et ils sont à sa merci. Le lecteur est invité à suivre leurs pérégrinations dans l'enceinte, guidés par le plantureux gardien qui les invite à quitter leurs vêtements pour de longues tuniques flottantes et des chaussures d'une souplesse encore inconnue ; à la fontaine jaillissante au milieu de la cour, ils s'abreuvent, inconscients, du philtre de l'oubli. Dispersés dans l'étendue des jardins que plombe un silence absolu, ils vont, désœuvrés, suivant le vademecum reçu du maître qui les a invités à pratiquer la devise du lieu : « Toi, fils d'Indolence, fais ce que voudras ; / Erre là où il te plaît, par les salles ou les clairières ; / Ne te soucie point de ce que fait ton voisin, mérite ton bonheur sans entraver celui d'autrui ».

#### «Indolence» en ses œuvres

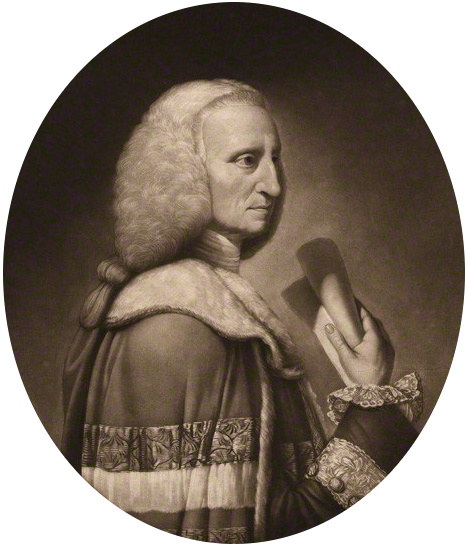
Lord Lyttelton.

Vient ensuite la description précise de ce séjour voluptueux, sans nul bruit perturbateur,, avec, sur des tables semblables à celles que décrit Milton dans Comus — et qui subissent les foudres du poète dans l'« Automne » des Saisons (v. 1246-1250) —, des mets délicieux comblant les plus gourmands appétits, où rivalisent les raffinements de l'élégance et de la richesse, tous ingrédients propices à une somptueuse paresse. Les arts concourent à des joies sans fatigue, sous les caresses d'une brise langoureuse, et alors que s'égrène la harpe éolienne,, monte le chant des eaux vives et des cascades.

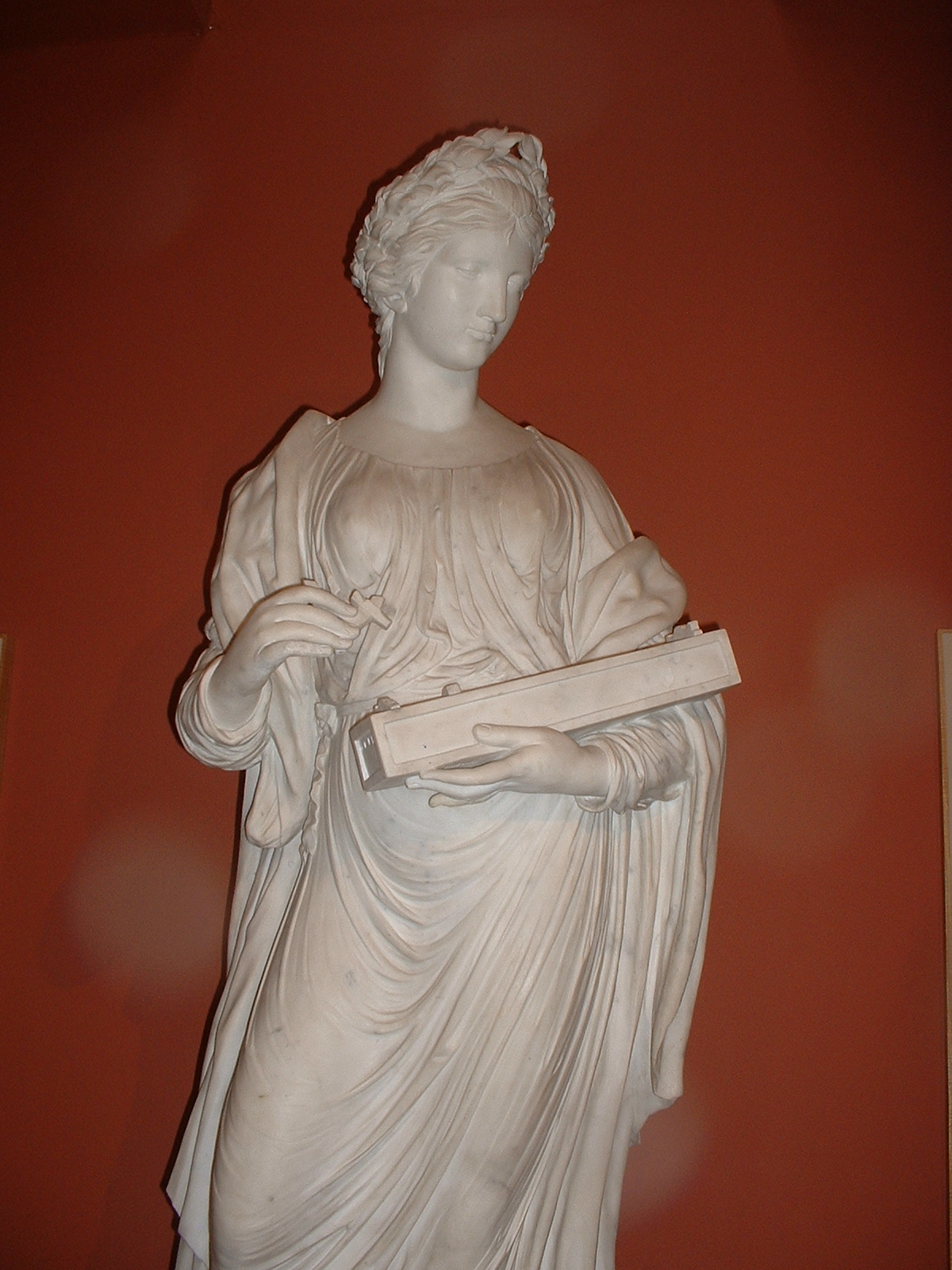
Statue de Terpsichore, une harpe éolienne en main, détail.

Comme le résume Morel, Thomson n'est pas le dernier à avoir goûté aux plaisirs ainsi offerts et il a lui aussi succombé aux attraits de Morphée qui lui a dépêché ses plus agréables songes ; il a goûté au spectacle du globe magique, s'est miré dans le miroir aux vanités dans les jardins : il a vu l'agitation stérile, l'appétence pour le lucre, les rivalités littéraires et scientifiques, la vaine lutte des nations et la soif de conquête « des rois très chrétiens. ». Avec lui sa cohorte d'amis , John Armstrong, le médecin-poète, John Forbes of Culloden, George Lyttelton, Quin, ancien acteur dans sa tragédie Tancrède (Tancred), et Patrick Murdoch, son futur biographe et prêtre de surcroît, qu'accompagnent souvent des gens de robe, sans compter les « politiciens de cafés [et l]es mondaines frivoles, dont l'activité même n'est qu'une autre forme de l'oisiveté. »
Les dernières strophes du chant I révèlent l'avers des choses : l'illusion est partout et, une fois les charmes passés, les pensionnaires se retrouvent dans le cachot du sombre « Ennui », où démons et sorcières infernaux s'acharnent à les tourmenter. Mais voici que la scène change et qu'un chevalier glorieux en occupe désormais le devant ; imparti de la plus noble mission, il doit chasser les fidèles d'Indolence et sauver ceux qui peuvent l'être en les rappelant à la noblesse de l'action.

### Chant II
De fait, le temps est venu pour le poète de briser le charme et de condamner l'indolence au profit de la notion de progrès fondé sur le travail, qu'il soit matériel, moral ou intellectuel.

#### Le Chevalier des Arts et de l'Industrie

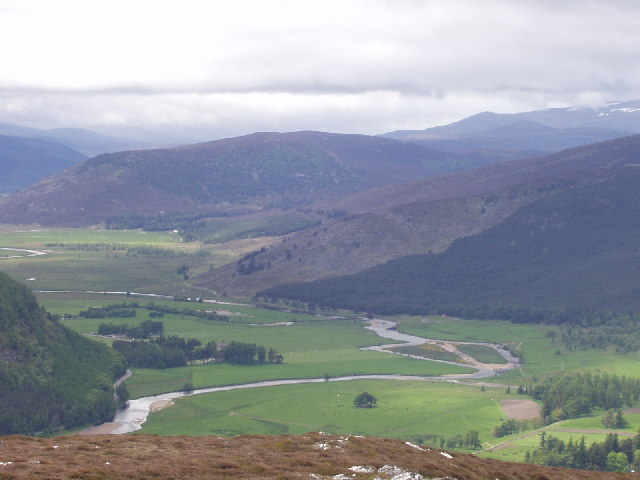
Vallée de la Dee, Écosse

Pour cela, Thomson invente un scénario où diverses allégories prennent chair et os dans le monde imaginaire des fées et des dieux. Ainsi, de l'union de Selvaggio,, aussi robuste qu'inculte et hardi, et de dame Pauvreté est né un fils qui s'est proclamé « Le Chevalier des Arts et de l'Industrie » (« The Knight of Arts and Industry »). Formé aux rigueurs ludiques de la forêt, privé de la tendresse de ses parents, mais protégé par Minerve et les neuf Muses, il se sent prêt à assumer sa mission de civiliser le monde. Il sort de sa forêt, voit aussitôt décamper Paresse et Férocité ; sans peine, il va et polit les nations, fait naître en leur sein arts et vertus. Après de si rudes travaux, c'est en Bretagne qu'il choisit de s'installer, la nation reine des libertés, de l'agriculture et de l'industrie, des sciences et des arts, du commerce et de la puissance guerrière. Ainsi, en une ferme de la vallée de la Dee, le chevalier jouit enfin d'un repos chèrement acquis, son exploitation agricole étant vraisemblablement inspirée de Leasowes, propriété dite « ornementale » de William Shenstone chez qui Thomson a séjourné en 1746 et où se mêlent l'agencement esthétique des paysages et la production agricole.

#### Triomphe quasi complet du bien sur le mal

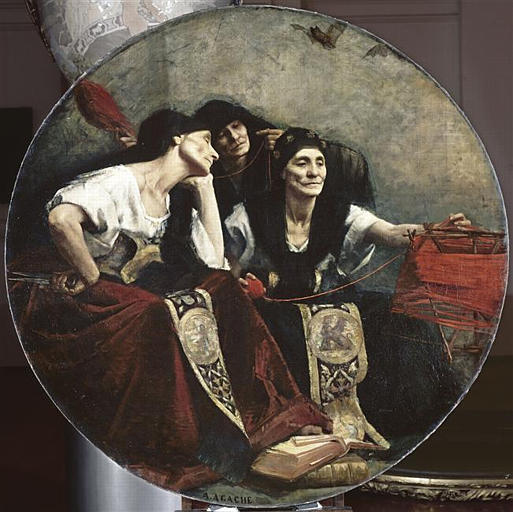
Les Parques par Alfred Agache (1885).

Indolence, pourtant, étend son influence ; les peuples alors font appel au vieil homme qui, malgré les ans, reprend sa monture, s'arme du filet du destin et s'en va en compagnie de son fidèle barde Philomelus. Leurs pas les conduisent à la demeure d'Archimago, le magicien œuvrant sans répit pour attirer ses proies. Vite pris dans les mailles du filet, ses cris alertent les démons intérieurs qui hurlent leur fureur. C'est alors que Philomenus déclame un hymne à la raison, à la piété, à la dignité du travail. Son ardeur à célébrer les gloires d'une vie sereine et pure, faite d'action et de joie, convainc nombre d'hôtes heureux de quitter ces bosquets criminels. Les cachots se vident, mais certains récalcitrants ne succombent que grâce à la baguette du chevalier qui, d'un coup, révèle, au lieu des jardins ensorceleurs, une terre grouillant de reptiles et jonchée de cadavres. Industrie montre la voie du repentir, la possibilité d'une purification par la douleur et, sa mission accomplie, regagne sa retraite non sans une larme de pitié pour les malheureux qui ont refusé le salut. Telles sont les lamentations qui, avec une énergie toute dantesque, résonnent dans les cinq dernières strophes du poème.

### Accueil

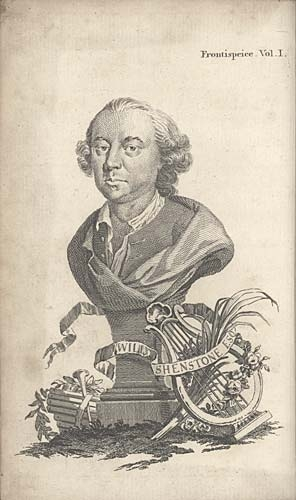
Portrait en buste de William Shenstone, frontispice de l'édition de ses œuvres complètes (1765).
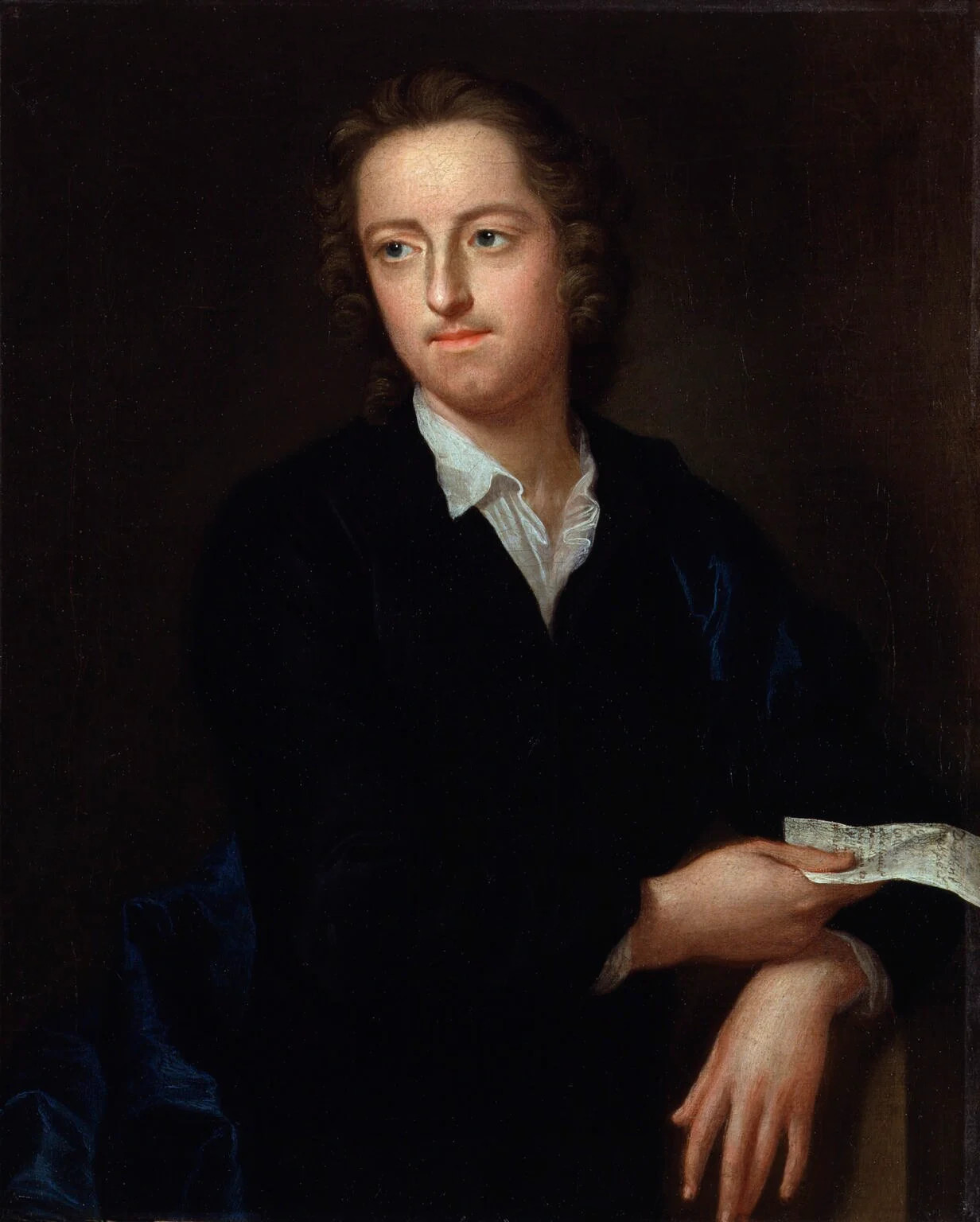
Thomas Gray, par John Giles Eccardt.
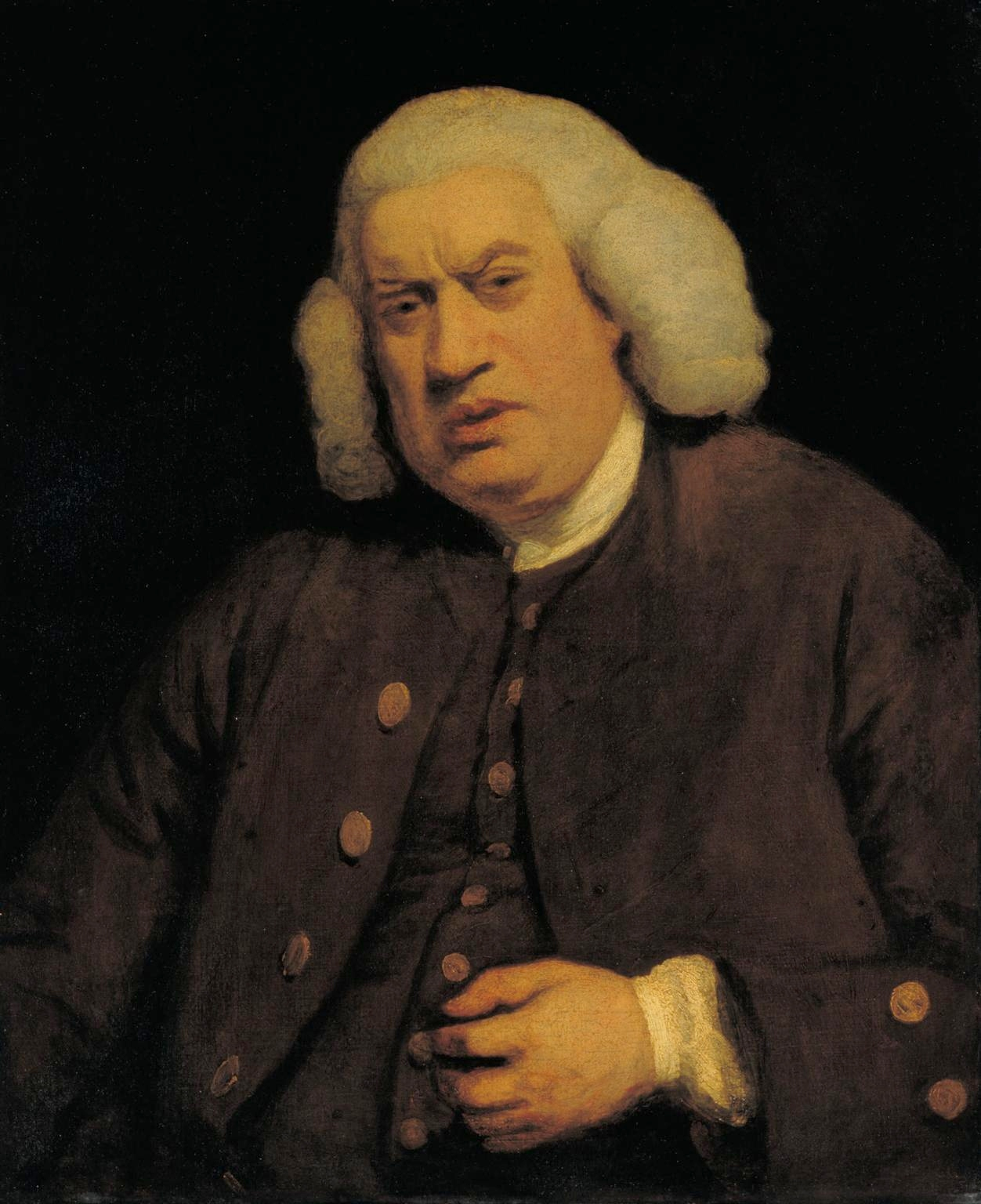
Samuel Johnson, par Joshua Reynolds.
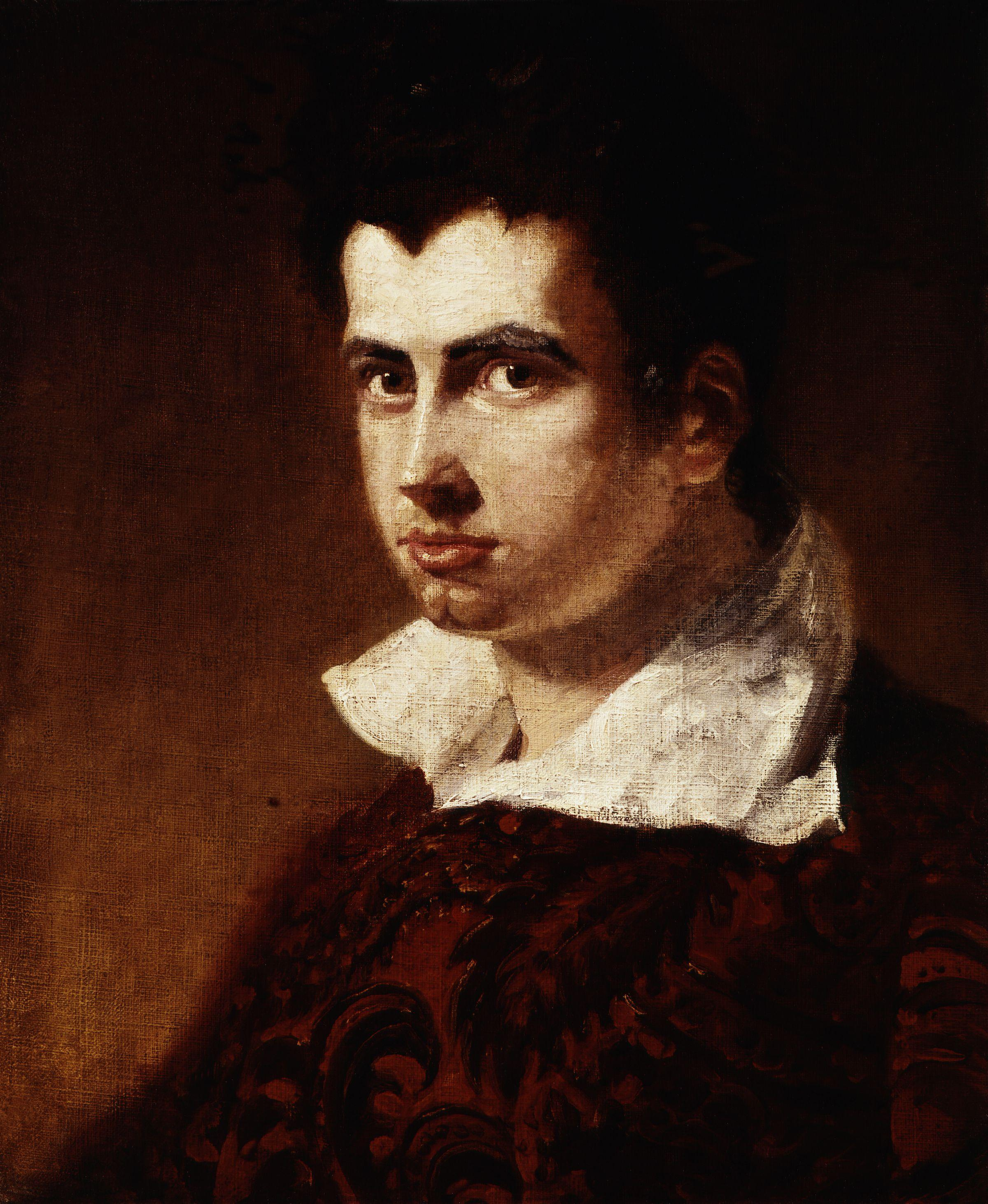
Leigh Hunt, par Benjamin Robert Haydon.
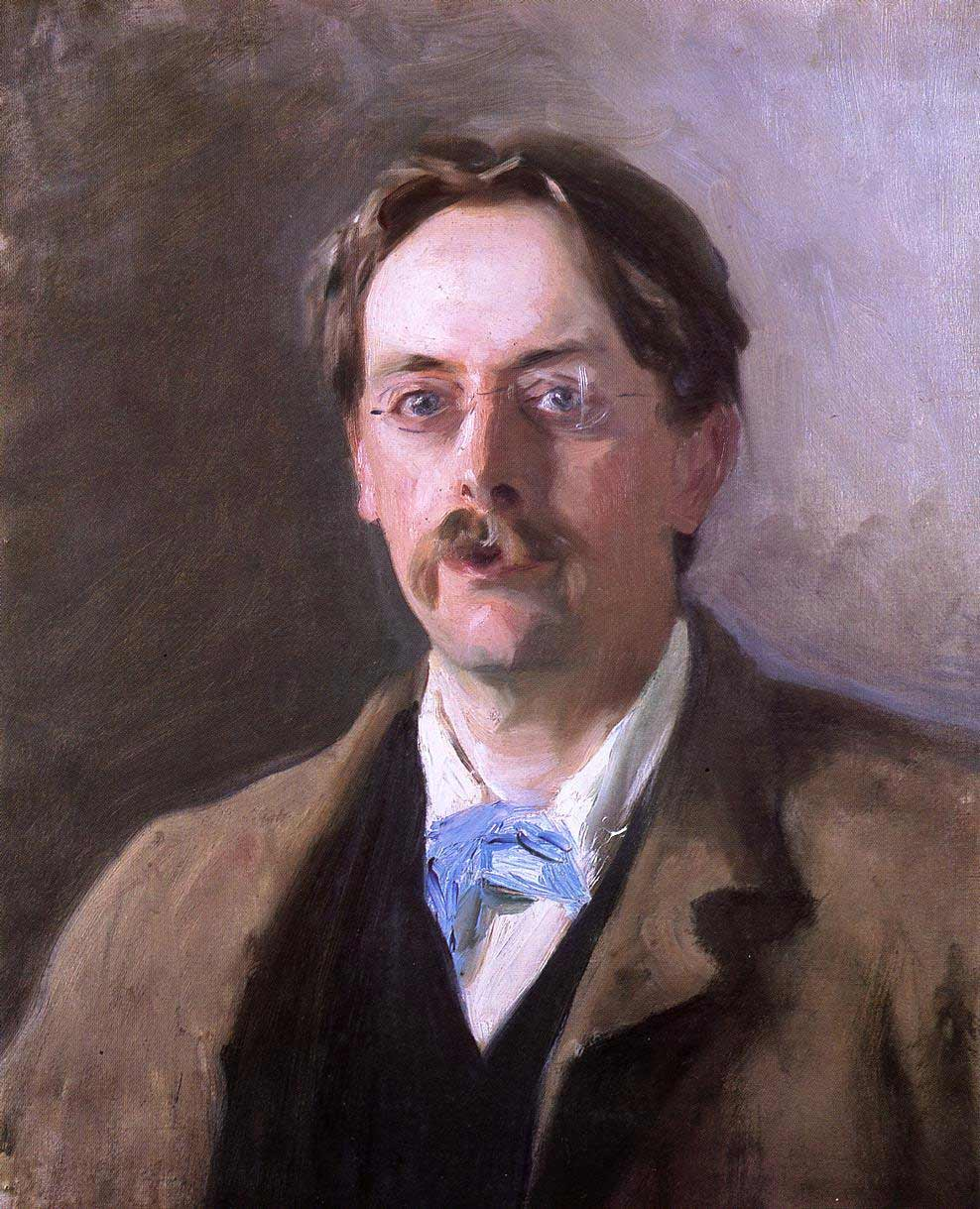
Edmund Gosse, par John Singer Sargent.
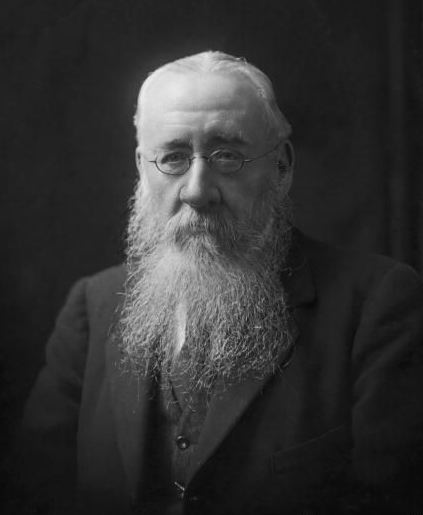
George Saintsbury, par James Lafayette.

Thomson était particulièrement satisfait de son poème, écrivant à son ami William Paterson que l'ouvrage « allait sûrement voyager jusqu'à la Barbade »,.
Parmi les critiques contemporains de l'auteur, se détachent certains noms célèbres : Thomas Gray, l'auteur de Élégie écrite dans un cimetière de campagne (Elegy Written in a Country Churchyard), qui fait part à Thomas Wharton de son sentiment « qu'il y a de bonnes strophes là-dedans », ; ou encore Samuel Johnson qui encense le premier chant susceptible, écrit-il, d'« enflammer l'imagination » (« fills the imagination ») ; dans la même veine, William Shenstone fait savoir à Lady Luxborough que « c'est un très joli poème et une bonne imitation de Spenser ».
Plus tard, se rencontre Leigh Hunt, lui-même imitateur de Thomson dans sa jeunesse avec son Palais du plaisir (The Palace of Pleasure) (1801), qui figure parmi les rares à trouver des grâces au second chant, mais se voit tout autant au regret que « notre agréable rêve » (« our pleasant dream ») soit brisé par ce chevalier « aussi dénué de charme qu'importun » (« dull and meddling »), qu'il est en extase devant l'exquise beauté des « passages indolents » (« indolent bits »).
Non loin de lui, figure Edmund Gosse qui compare les premières strophes du Château de l'Indolence à la poésie de John Keats ; dans l'ensemble, l'œuvre lui paraît associer la mélancolie romantique à une discrète caricature, sur quoi « planent l'azur du vague, les volutes de l'opium, la vapeur du rêve ».
Notons enfin le commentaire de George Saintsbury qui reconnaît la valeur du premier chant, tout en déplorant que « Thomson n'ait pas à sa disposition le lexique de son maître […], encore que certains passages n'en soient pas loin ».

## La période
La période est cette première moitié du XVIIIe siècle qui a vu triompher en Angleterre un classicisme d'autant plus exigeant qu'il a été retardé.

### Un poète en porte-à-faux

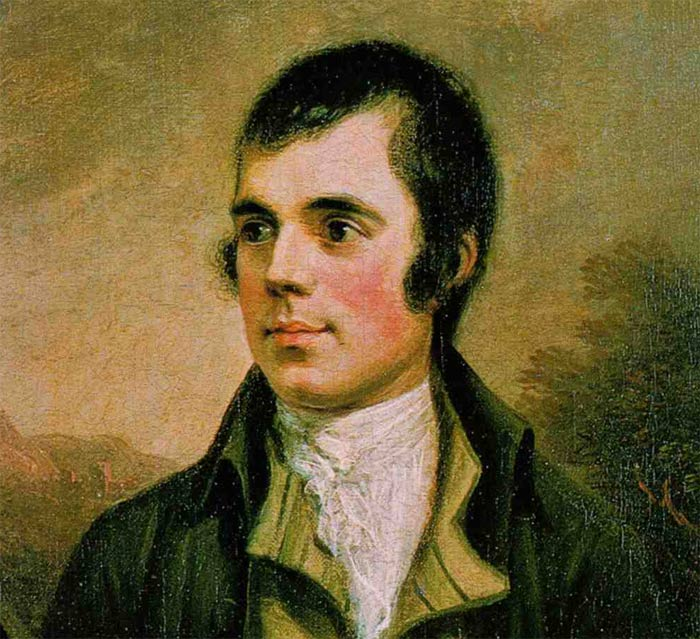
Robert Burns, par Alexander Nasmyth (1787).

De fait, Thomson est né en 1700, l'année de la mort de Dryden, c'est-à-dire à la fin du préclassicisme, au début du moment classique : Pope publie son Essai sur la critique (Essay on criticism) en 1711 et son Essai sur l'homme (Essay on Man) en 1733 ; Addison œuvre au Spectator de 1710 à 17012 et donne sa tragédie Caton (Cato) en 1713, exaltant la fermeté et la rigueur. En 1748, Thomson a quarante-cinq ans. Malgré ses origines écossaises et sa tardive venue à Londres, il n'a pu échapper à l'influence de ces maîtres. Pourtant, maints critiques jugent qu'il n'appartient pas à la période classique, qu'il est en avance sur son temps ; on l'oppose à l'« école artificielle » (artificial school) en raison de sa sensibilité, de sa fraîcheur de notation qui l'apparente déjà aux romantiques, et l'on considère qu'il a libéré la poésie de la tyrannie classique du distique héroïque. D'autre part, sa vision intuitive de la nature fait qu'il passe pour une sorte de pré-Burns ou de pré-Wordsworth.
Wordsworth écrira, en marge de son exemplaire personnel du Château d'Indolence, deux strophes en pastiche, se plaçant avec Coleridge parmi les pensionnaires du château, ajoutant non sans raillerie : « En vérité, ces deux-là s'aimaient d'amour tendre, / Pour autant que l'amour pût en ce lieu exister »,.

### Influences

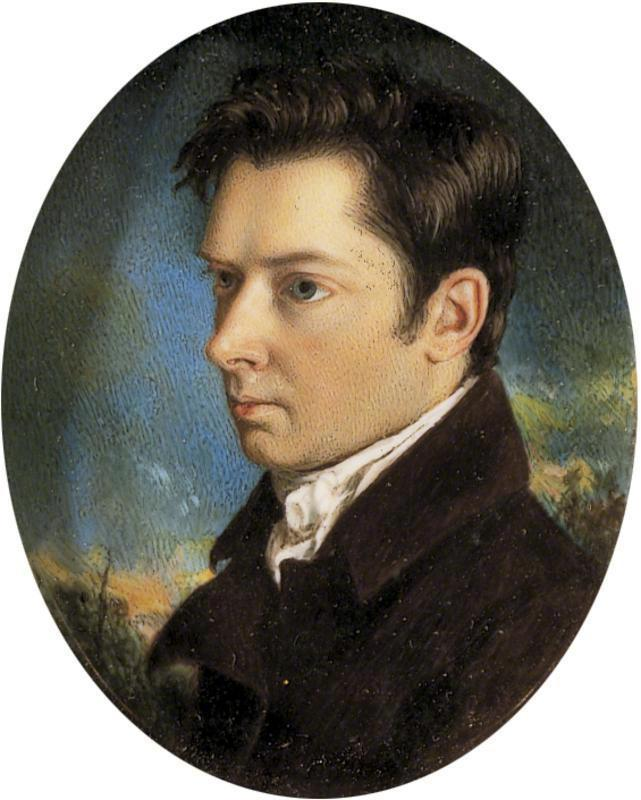
William Hazlitt, par son frère John Hazlitt.

À aucun autre moment de l'histoire littéraire, le mot « poésie » n'a eu une acception plus précise. Samuel Johnson écrit à ce propos : « L'écriture a pour seul but de permettre aux lecteurs de mieux profiter de la vie ou de mieux l'endurer ». Il s'agit donc de plaire et par la même occasion de donner une leçon de conduite. Avec le Château d'Indolence, Thomson n'oublie pas que l'expression didactique reste le prétexte de la poésie. Dans ce dessein, le poète condense la pensée en traits épigrammatiques et balance images et arguments en un distique ou une strophe qui s'impriment facilement dans la mémoire.
À ce titre, Pope, à l'origine d'un style et d'une diction poétique héritée mais rafraîchie, a marqué tous les esprits créateurs. Thomson partage sa vision d'une poésie jalouse de sa perfection formelle, donnant la prééminence au choix et à l'agencement des mots, autrement dit à la rhétorique du langage qui exige le maintien et l'équilibre, ce que les Anglais appellent « poise ». Autre influence, celle de John Milton dont la vigueur et la solennité ont impressionné Thomson au point qu'il cherche à modeler le vers blanc de ses Saisons sur celui du Paradis perdu : à cette école, il a acquis, outre quelques maniérismes, comme l'usage des mots d'origine latine — d'ailleurs commun lors de ses études en Écosse — ou le balancement d'expressions antithétiques, le goût de l'amplitude et de la noblesse.
Une place à part revient à l'influence de Spenser, revendiquée en maintes occasions, notamment dans l'« Avertissement » qui précède le Château d'Indolence, comme dans son sous-titre Poème écrit à la manière de Spenser (« Written in the Manner of Spenser ») ; plus loin vient un rappel : « […] rend l'imitation encore meilleure », et au cours du chant II, il est à nouveau question du « master Spenser » (« maître Spenser »). Imitation consciente, donc, appuyée parfois jusqu'à devenir un pastiche aimable et amusé ; toutefois, l'apport principal de Spenser est un genre, l'allégorie, des styles et une strophe qui porte son nom, la strophe spensérienne, composée de huit pentamètres iambiques et d'un alexandrin final selon un schéma de rimes croisées : ABAB BCBC C.
Cette strophe a pour principale originalité l'adjonction d'un alexandrin final rimant avec le dernier pentamètre. Elle débute par des vers à rimes alternées, la rime plate apparaissant au cinquième vers, alors qu'une pause ou un tournant de pensée se forme après le quatrième ou le cinquième. Cette rime plate vient souligner ce changement en marquant la fin de la première partie ou en unissant cette dernière à la seconde. Ensuite se succèdent à nouveau les rimes alternées jusqu'à la conclusion, à la fois marquée par une nouvelle rime plate et l'effet de ritardando final produit par l'alexandrin. Ainsi, ce vers apparaît comme le plus saillant de la strophe : il la détache plus que ne le fait la disposition des rimes, sans cependant en faire une unité aussi distincte qu'un sonnet. De plus, c'est lui qui fait sentir la succession incessante et, par son retour régulier, crée un effet de berceuse dans le monde créé par le poète.
Pour autant, l'expression poétique de Thomson ne se résume pas une somme d'influences diverses ; elle les recèle pour aussitôt les trahir et les dépasser : « Son génie, écrit Hazlitt, ne saurait être bridé par sa maîtrise. […] Il ne peut s'empêcher de faire part de ses sentiments au lecteur, par la seule force de sa spontanéité d'expression ».

### Au-delà des influences

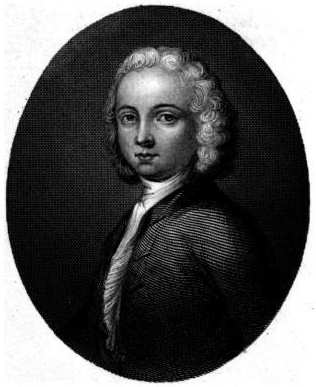
William Collins, seul portait existant du poète.

C'est là décrire un tempérament qui tend aussi à se placer à la marge, qui se dirige du côté des Collins, Young et Gray dont l'Élégie écrite dans un cimetière de campagne (Elegy Written in a Country Churchyard), est publiée en 1750, deux années seulement après le Château d'Indolence. Ainsi, l'expression se colore d'une nuance de lyrisme personnel, et Johnson d'ajouter : « en tant qu'écrivain, il est en droit de mériter un compliment de premier ordre, sa façon de penser et d'exprimer ses pensées sont d'une extrême originalité ».
Thomson n'en est pas à ses débuts. Il a pratiqué presque tous les genres, surtout poésie et tragédie. Les Saisons lui a permis de mettre au point son système poétique. Le thème invitait à une certaine facilité : la communion avec la nature était un sujet neuf, mais qui n'imposait que peu de limites à l'expression personnelle. Avec Le Château d'Indolence, les choses paraissent moins simples : il s'agit de se soumettre, d'imiter, de se jouer, de railler tout à la fois, sans pour autant sacrifier à la mesure ou à la réserve, en un mot faire œuvre de bon goût. Le sujet exige aussi une atmosphère de rêve d'où toute effusion n'est pas exclue. Ainsi, à la pluralité des thèmes doit correspondre une pluralité des styles ; didactisme, récit et lyrisme, chacun a sa nuance, ce qui fait du poème une sorte de toile de mots où divers fils s'entrecroisent ou se succèdent. Les dernières strophes sont, à ce titre, emblématiques : on y passe brusquement de l'éloquence à la description, procédé, cependant, qui se retrouve, çà et là, tout au long des deux chants.
Thomson revendique sa filiation avec Edmund Spenser, « [l]e style de cet admirable poète est, pour ainsi dire, habituellement approprié à tous les poèmes de facture allégorique écrits en notre langue » ; « habituellement » (« by custom ») : habitude de langage, certes, mais issue d'une manière de penser.

## Paysage et décor
Le Château d'Indolence ayant été écrit à la fin de sa vie, il est naturel que Thomson y mêle le présent aux souvenirs et y combine les différents cadres dans lesquels il a vécu. Le poète a la nostalgie de son Écosse natale, et il y fait plusieurs fois allusion, par exemple aux Îles Hébrides, paysage on ne saurait plus écossais ; de même, il adore les downs, déjà amplement cités dans Les Saisons, et décrit les tuniques des résidents du château comme « Amples telle la brise se jouant le long des downs » (I, XXVI),.

### Répartition des paysages
Dans les deux derniers vers de la strophe XXXVIII du premier chant, Thomson cite trois peintres qui l'ont inspiré : Le Lorrain pour son « doux coloris » (« softening hue »), Rosa pour sa « hardiesse » (« savage Rosa ») et Poussin pour son « érudition » (« learnèd Poussin »), et il est connu que des gravures rapportées d'Italie ornent sa chambre. Cette influence se retrouve partout, mais dans l'ensemble, les décors du Château d'Indolence peuvent se résumer à trois grandes catégories : les paysages traditionnels issus de l'imaginaire anglais, les paysages inspirés de Spenser et les paysages accidentels.

#### Décors traditionnels

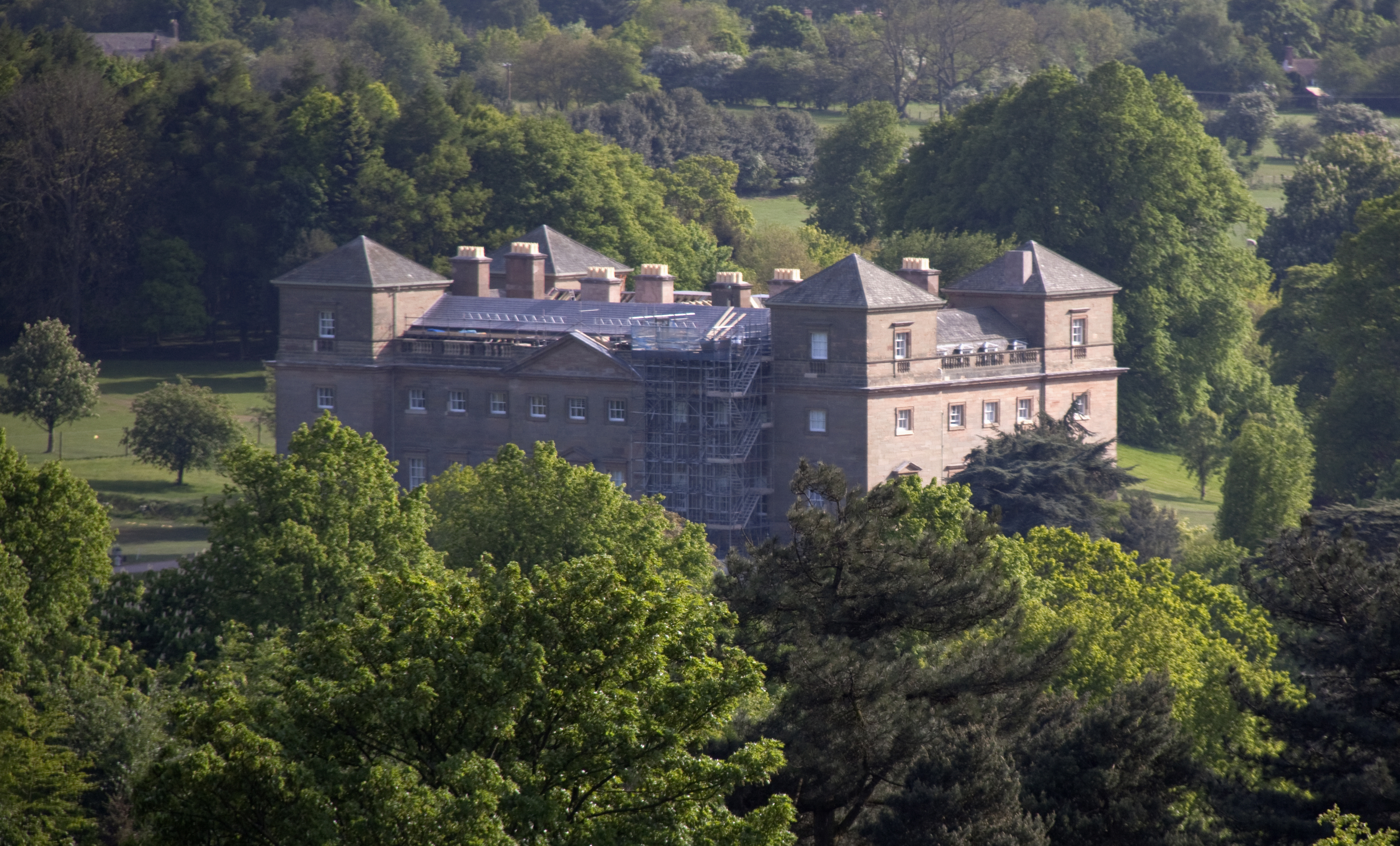
Hagley Hall, bâtiment principal.

Deux paysages dominent, d'abord le cadre de Richmond, au bord de la Tamise, où Thomson réside depuis plus de douze années et qui a reflété ses amours pathétiques avec Elizabeth Young, belle-sœur de son ami William Paterson ; ensuite Hagley Park, déjà présent dans Les Saisons (Printemps, vers 904-962), bruissant de cascades, de rocailles, de ruisseaux, que Thomson décrivait avec enthousiasme à Elizabeth Young, évoquant les « petites collines » (« little hills »), « un vallon » (« a dale »), des « cours d'eau giclant des rochers »(« streams gushing from the rocks »), ajoutant même : « Cela donne une idée de ce que à quoi l'âge patriarcal ou l'âge d'or ressemblaient », toutes formules reprises dans Le Château d'Indolence, par exemple au chant I, strophe XXXVII, ou encore aux strophes XLV et XLXI qui ont l'avantage de juxtaposer les deux paysages, celui de la Tamise, la vallée et le fleuve, et celui de Hagley Hall nommément cité dans l'alexandrin final,,.

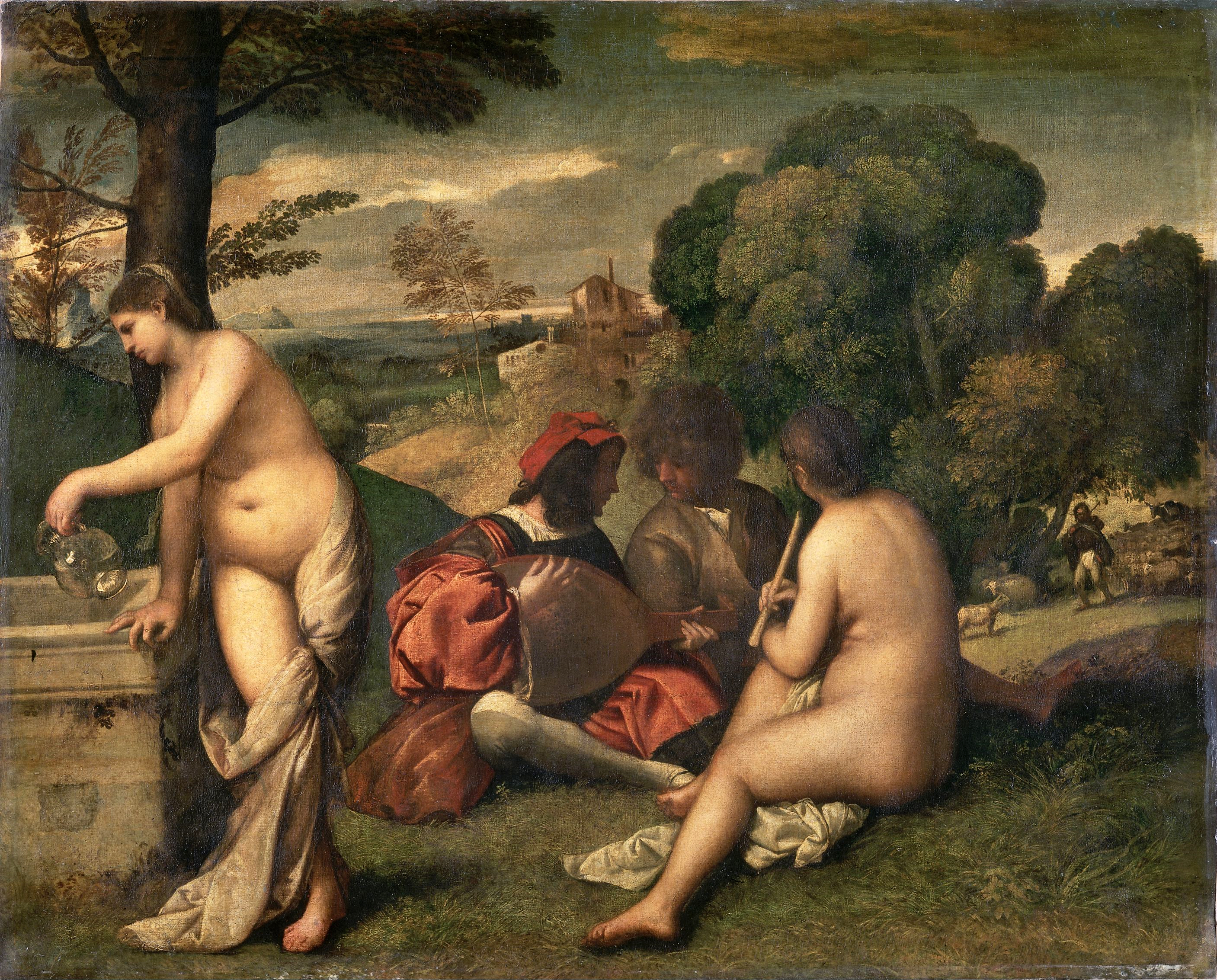
Giorgione ou Le Titien, Le Concert champêtre, vers 1510, musée du Louvre.

De fait, le paysage est longuement décrit dans les six premières strophes du premier chant, ainsi que dans la strophe XVII du deuxième— les deux exemples ne faisant pas double emploi, puisque d'abord vu d'en bas, puis d'en haut — ; il se caractérise par un ensemble de vallons, de collines, de forêts et de ruissellements. Le thème du « vallon » s'exprime par différents mots ou expressions sémantiquement proches : « like a green isle » (« comme une île de verdure »), « meadow bed » (« étendue de pré »), « quiet lawn » (« calme prairie »), « flowery beds » (« massifs de fleurs »), « a dale by a river's side » (« vallon longeant une rivière ») ; dans les parties supérieures de la vallée et sur les collines se dresse « une forêt silencieuse et solennelle de sombres pins » (« a sable, silent, solemn foret of blackened pines »), etc. ; l'eau est partout, scintillante, babillarde, répandue en méandres ; et au loin gronde l'océan (« glittering, purling, wandering + the murmuring main »). La saison étant comprise « entre juin et mai » (« atween June and May »), le ciel est d'été, rivalisant avec les teintes du Titien, et le soleil brille en permanence ; seul un vers (I, LX) évoque « the glittering star of eve » (« l'étoile scintillante du soir ») ; de doux vents, zéphyrs et brises, soupirant et sanglotant, le flutiau des bergers (« zephyrs and breezes » « sobbling breezes sighed », « the vapoury god soft-breathing », « the piping shepherds », etc.), caressent la nature à jamais clémente. L'air est rempli de sons dont la douceur invite au sommeil : le bercement des clapotis, les soupirs d'Éole à l'unisson du chant des oiseaux, les roulades de « Philomel », le rossignol, le roucoulement des colombes, le bêlement des agneaux, le crissement des sauterelles, tout concourt à la nonchalance du repos. De fait, les résidents semblent des ombres plus que des êtres en chair et en os, et leurs activités relèvent du délassement plutôt que du travail : outre le traditionnel berger de pastorale jouant du chalumeau sous l'ormeau, ils cultivent des fleurs (I, XVIII) et, munis de leur « équipement aquatique » — traduction bien technique pour la périphrase poétique : « watery gear » —, pourchassent nonchalamment le « menu fretin tacheté de rouge » (« crimson spotted fry  »).

#### Décors spensériens
De cette nature paysagée bordant la Tamise, le lecteur est passé insensiblement à une nature de conte de fées spensérien. Comme le château de La Belle au bois dormant, celui-ci est séparé du reste du monde et dissimulé au regard par un épais rideau d'arbres, ses murs dignes d'une forteresse accentuant encore cette séparation. Sur le pourtour, pelouse fleurie de thym et de camomille sauvages, bouquets d'arbres, pins et chênes ; les ruisseaux ont laissé place aux fontaines : c'est le « Bosquet des délices » (« The Bower of Bliss ») de la La Reine des fées.

##### «Le Bosquet des délices» (Spenser) revisité
En réalité, ce lieu de plaisir (chant II de La Reine des Fées) a un rôle inversé dans le Château d'Indolence : alors que dans le modèle spensérien, Sir Guyon, héros allégorique de la tempérance, résiste à maintes tentations (violence, oisiveté et concupiscence), le château de Thomson est le lieu de tous les abandons. Cependant, comme chez Spenser, Thomson laisse à voir « un éternel été, un ciel d'azur, une terre radieuse et charmante, où tout est fait pour le plaisir des sens, l'ouïe comme la vue. Le chant des oiseaux, la musique des eaux courantes et du vent y forme une symphonie aussi ravissante que le spectacle des pelouses, des fontaines et des bois ». Décor de repos et de rêve, où tout concourt au confort et à la nonchalance, montagnes d'édredons du plus doux duvet, oreillers sans bornes (« endless pillows ») pour reposer la nuque (I, XXXVI), mets succulents apparaissant comme par magie au moindre désir.

##### «La Caverne du désespoir» (Spenser) revisitée
L'antithèse moralisatrice, inspirée elle aussi de La Reine des fées, s'appelle « caverne des ténèbres » (« dark den ») ou « caverne de l'affliction » (« dreary den ») ; c'est une immense grotte de plusieurs milles de long (« strechching many a mile ») (I, LXVIII),, où, dès que les hôtes du château deviennent vieux et laids, ils sont plongés par les sbires d'Archimago, personnage lui-même emprunté à Spenser, dont le nom, Archimage, composé de l'adjectif arch (« grand, expert ») et du substantif image, exprime qu'en effet il est expert en illusions.
De même que Sir Guyon, l'un des héros de La Reine des fées, s'était acharné à détruire l'enchantement du « Bosquet des délices », le Chevalier des Arts et de l'Industrie raye d'un coup l'ensemble du château des indolents. Désormais, ce paradis perdu (II, LXVII-LXVIII, LXXVII), n'est plus que désolation se définissant par l'accumulation des négations : plus de champ entretenu (« no trim field »), plus d'ombrage mouvant (« no waving shade »), etc. ; et aussi l'antithèse : le désert à la place des pelouses, les fondrières au lieu des ruisselets, le marais ayant rongé les sols, les arbres feuillus devenus des squelettes, l'herbe folle ayant chassé les fleurs, des reptiles et amphibiens anoures grouillant là où paissaient les brebis, et le ciel tantôt torride, tantôt assombri, plombant l'atmosphère ou répandant brouillard et neige glacée.

#### Paysages accidentels
Ils sont relativement rares, mi-réels et mi-fictionnels : par exemple, une touche d'exotisme apparaît au détour d'une strophe, ainsi la présence incongrue d'un palmier au beau milieu de la cour d'entrée (I, VII), ou la mention d'un félin issu de lointaines savanes : « Dans les bois il chassait encore le léopard et le sanglier » (II, V), ou encore les fées (« the soft-embodied fays ») s'engouffrant par l'immense portail dès la strophe XX du premier chant,.

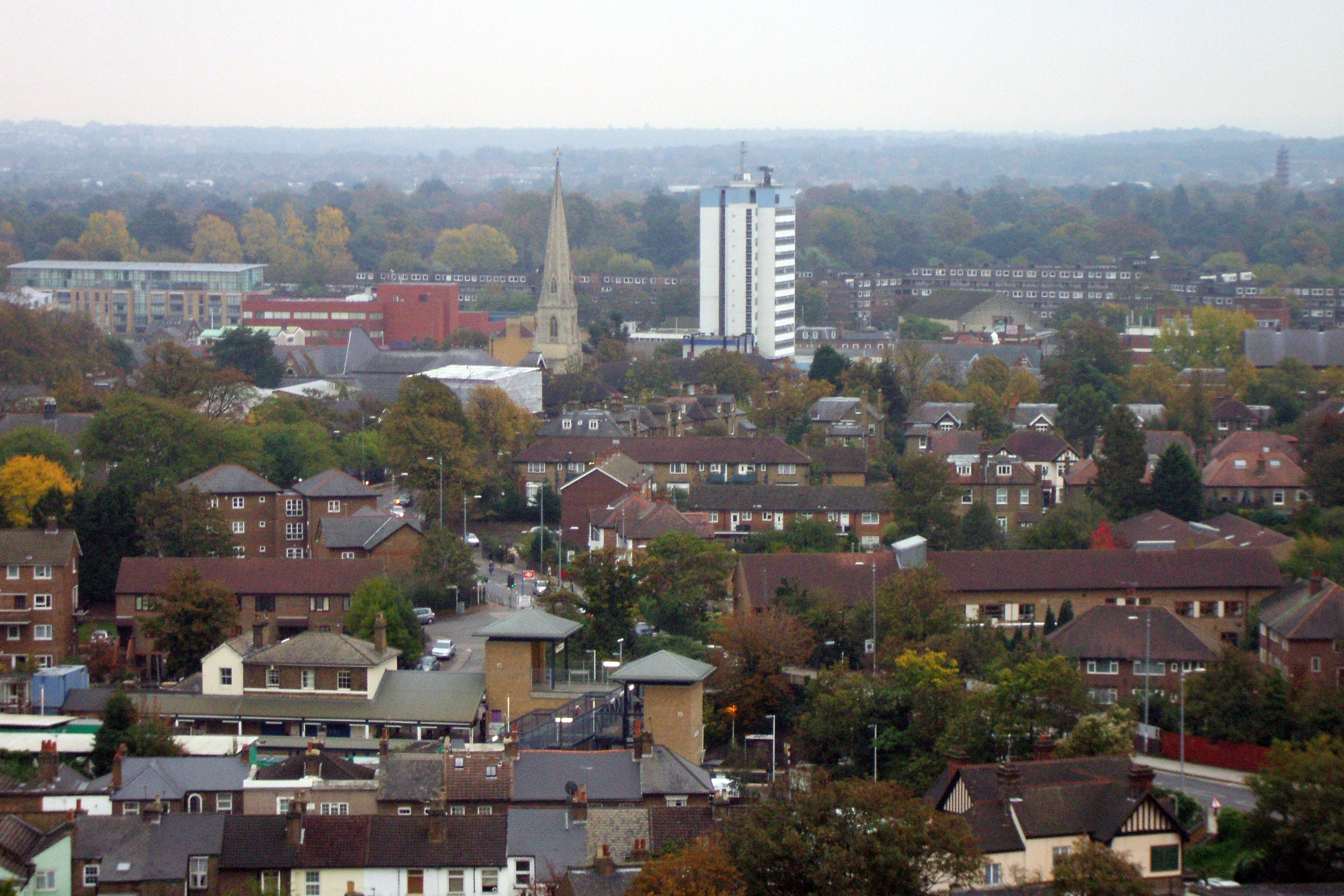
Brentford aujourd'hui, vue du centre-ville.

De même se trouve mentionné, dans la toute dernière strophe du poème, un paysage bien particulier, Brentford (['brɛntfəd]) (LXXXI), localité du Grand Londres au confluent de la Tamise et de la rivière Brent, situé à une douzaine de kilomètres au sud-ouest du centre de la capitale. Elle doit son nom au fait qu'elle a été construite à proximité d'un passage à gué (ford) sur la rivière Brent. La bourgade a plus tard été exploitée par Thackeray, comme d'ailleurs, la légende du Roi d'Yvetot,, elle aussi chantée par le même Thackeray,.
Quoi qu'il en soit, cette allusion à Brentford contient des références très personnelles, sans doute relatives aux habitudes de pensée et de langage de Thomson et de ses amis. Le petit bourg, où déambulent les porcs dont les grognements et les cris attirent des meutes de chiens qui, par leurs aboiements, relancent sans cesse leur cacophonie, est en effet décrit comme boueux et fangeux. La crasse de Brentford est bien connue à Richmond, quartier à peu près salubre, lui servant même de référence négative, tant elle provoque les quolibets du beau monde : le poète William Diaper l'a raillée dans Brent, et John Gay, dans son Épître à Lord Burlington (1715), en a dénoncé l'aspect maussade et les monceaux d'ordure accumulés par sa foire aux bestiaux. De plus, les allusions répétées aux porcs qui déambulent dans la rue, et au fait que ces animaux « ne sont pas des ruminants » (« do not chew the cud »), paraissent liées à la Cacherout, la règle alimentaire de la religion juive, réminiscences du Lévitique, 11, 7 et du Deutéronome, 14, 8,,.
Il est également fait allusion à des paysages de haute montagne, en l'occurrence les Alpes, sous la forme adjectivale (« Alpine »), qualifiant les « falaises où se tassent les épaisses couches de neige sous la torpeur d'un ciel de glace » (II, LXIV). S'y ajoute la réparation d'un oubli : Les Saisons ayant négligé dans le poème L'Automne de décrire la rentrée des moissons, Thomson a eu à cœur de les mentionner, ne serait-ce que brièvement, dans son Château d'Indolence (I, X), avec des allusions aux coqs lançant leur chant dans le matin clair, sans pour autant sonner le réveil,.

### Caractéristiques littéraires des paysages
Le grand mérite de Thomson est d'avoir retrouvé un réel intérêt pour la nature et d'avoir dépeint avec une certaine exactitude le cadre où il vivait. Si le pittoresque colore timidement ses décors, en particulier les « bois noirs blessés par le feu du ciel » (« sable […] trees by lightning scathed ») (II, LVIII), « les gerbes de blé dodelinantes » (« the nodding sheaves ») (I, X), etc., il n'en demeure pas moins que le cadre ne possède pas les caractéristiques des descriptions romantiques ; il s'affiche très ordonné, quasi systématique, jamais impressionniste ; ni sauvage ni exotique, peu varié, peu coloré, les adjectifs, assez neutres, exprimant le degré de luminosité plutôt que la couleur : à part « green/verdant » rencontré six fois, « brown » trois fois et « sable » une seule, se trouvent chacun une fois, « silver » (« argenté »), « azure » et « roseate » (« rosé ») ; le vert domine, comme il sied au décor anglais, mais teintes et contrastes restent adoucis.

#### Une nature travaillée

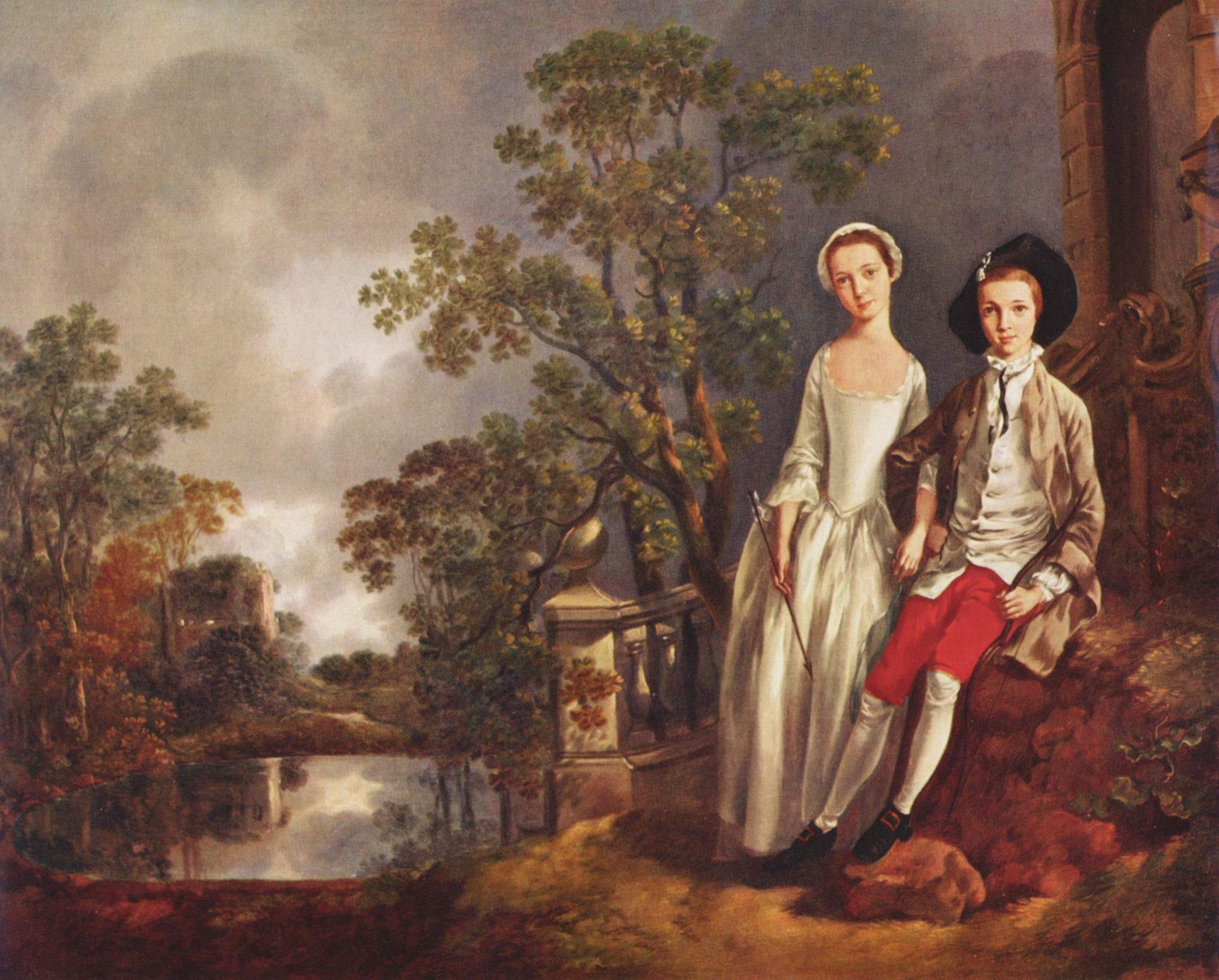
Thomas Gainsborough, Heneage Lloyd et sa sœur sur fond de jardin à l'anglaise (1750).

Du simple point de vue de l'histoire, ce décor est d'abord celui du magicien, en l'occurrence excellent jardinier, qui semble avoir adopté le principe énoncé par Pope d'une « nature rationalisée » (« nature methodised »), principe cependant mâtiné d'un autre du cru de Thomson : « Nature et art vont de pair et le ravissement rejoint l'utile » (II, XIX). Le mot « utile » (« use ») est important : il faut se servir de la nature et, pour ce faire, il convient de la connaître : même les indolents, qui ne font rien, se délassent en jardinant, cultivant fleurs et légumes. Ici, pour des raisons didactiques, Thomson prend l'attitude inverse de l'enthousiasme poétique qu'il déployait dans Les Saisons lorsqu'il donnait à voir une nature rude, brutale et sauvage « avantageusement vêtue des parures » de l'hiver (« […] to advantage dressed »)  .
Comme il sera montré infra (dans La description), Thomson n'a nullement tenté de se dégager des maniérismes classiques, langage poétique, périphrases, recours à la mythologie, etc., ce qui lui a valu ce jugement peu amène de Hazlitt : « il a fait du remplissage entre les moments d'inspiration authentique de la manière la plus insipide et insignifiante qui soit », si bien qu'il est possible de dire que le décor du Château d'Indolence est avant tout fonctionnel.

#### Un décor fonctionnel

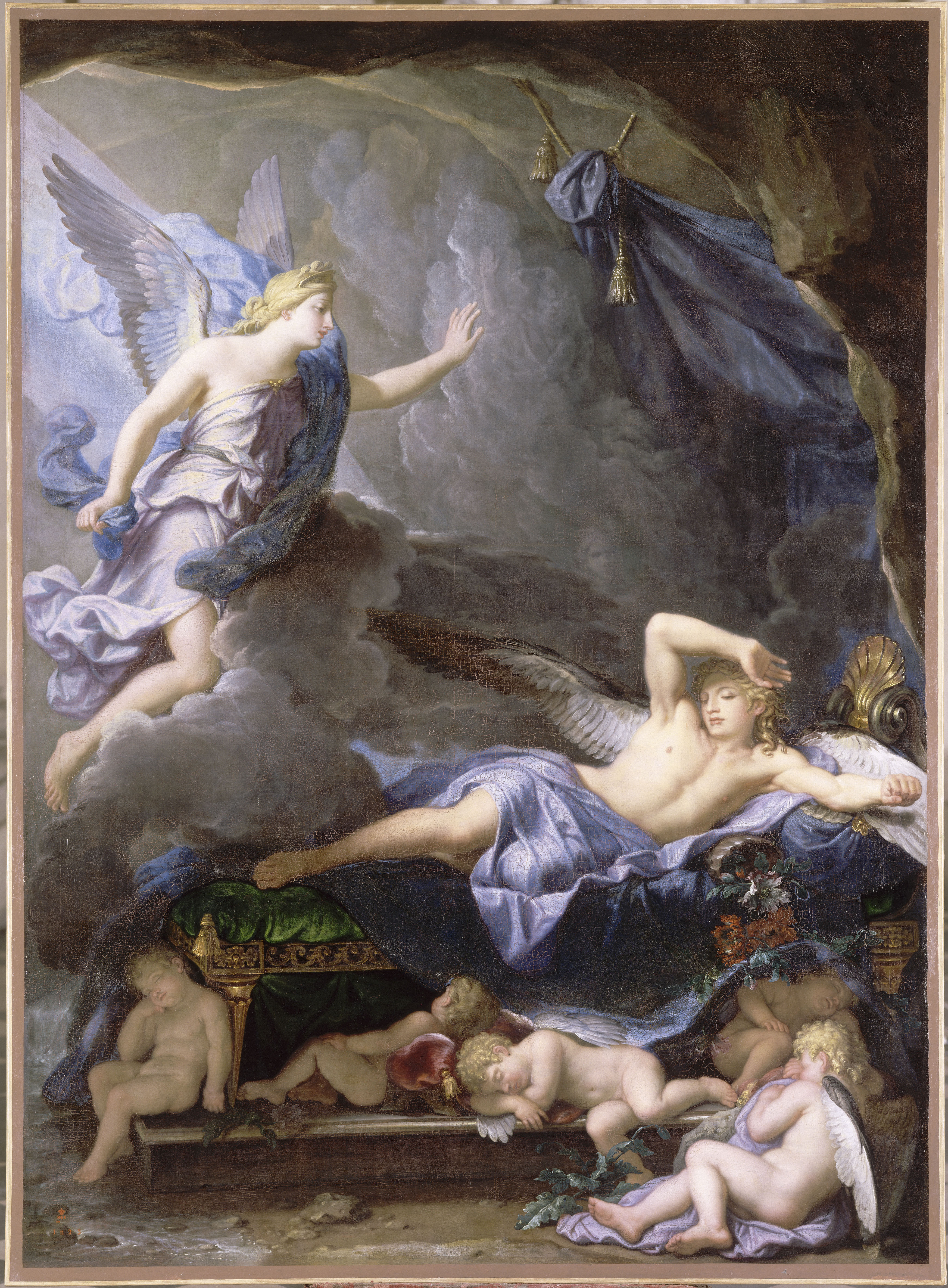
Morphée s'éveillant à l'approche d'Iris, par René-Antoine Houasse (1690).

Ce décor correspond au but que s'était tracé Thomson, « un poème allégorique », mais « à la manière de Spenser », soit l'association d'un vice, ici l'indolence, et d'une morale corrective, le retour aux valeurs du travail et du devoir envers soi et la société. À vrai dire, il eût pu se dispenser de préciser qu'il s'agissait d'une terre de somnolence, tous les éléments de la description concourant à le prouver, couleurs douces à l'œil : « une sorte de jour et de nuit tamisés » (I, VI, v. 59), silence solennel de la forêt auquel se mêlent des sons harmonieux, des odeurs suaves mais anonymes — seul le coquelicot (« poppy ») est nommé — travaux plus reposants que le repos.
Le choix des mots est significatif, véritable lexique de synonymes, « sleep-soothing, quiet, slumbrous, lulling, drowsy, sleep-inviting, rest, calm », etc. (« propice au sommeil, calme, endormi, berçant, hébété, incitant au sommeil, repos »), se déclinant en une mélodie ouatée : « [on percevait] [l]e fracas de l'océan, mais son flot restait quasi inaudible », ou alors claire et pure comme le cristal de la harpe(II, XLVI). Ce château évoque « L'Hermitage » et la « Maison de Morphée » de Spenser (I, i 34-41), thème repris dans Les Saisons (L'Automne, v. 1029-1033), alors que le paysage incite irrésistiblement à la rêverie, la beauté du songe se fondant dans celle de la nature :
| « And more, to lulle him in his slumber soft, A trickling streame from high rocke tumbling downe And ever-drizling raine vpon the loft, Mixt with a murmuring winde, much like the sowne Of swarming Bees, did cast him in a swowne: No other noyse, nor peoples troublous cryes, As still are wont t’annoy the wallèd towne, Might there be heard; but carelese Quiet lyes, Wrapt in eternal silence farre from enemyes. » | « Et pour mieux le bercer en son moelleux sommeil, Un ruisseau qui du haut d'un rocher déversait son filet Et une fine pluie qui tombait sans relâche, Mêlant leur bruit au murmure du vent tel Un essaim d'abeilles, le plongeaient dans le repos. Nul autre bruit, nulle clameur fâcheuse, Semblable à celles qui sans cesse importunaient la citadelle, Ne se faisait entendre, mais Calme insouciant repose, Enveloppé d'un silence éternel, loin de ses ennemis » |

Cette nature envoûtante donne l'illusion qu'elle a un état d'âme. Ce n'est pas la nature de Dieu, mais celle du Diable, dont la mission est de fausser la relation que l'homme entretient avec elle. Conséquence du péché originel, le propre de ce paria (outcast), I, IX  et II, IX , est d'être soumis au travail, et si Thomson entend prouver les méfaits de l'indolence, tout comme Spenser dans « Le Bosquet du Sommeil », il trace une peinture si attrayante du mal qu'il est difficile de croire à la destruction, ne serait-ce que morale, de ce paradis. George Campbell Macaulay écrit à ce propos : « Le Château d'Indolence, dans lequel les aspects extérieurs de la nature s'harmonisent non sans un certain succès au thème général, est en partie gâché par la détermination qu'affiche l'auteur d'en tirer une morale conventionnelle ». Le cri de Thomson, prêté au Chevalier des Arts et de l'Industrie, « Ah ! Où vais-je trouver une si douce résidence ? » (II, 1, v. 6) exprime plus éloquemment que les exhortations du barde, la pensée première sous-tendant le poème.

## L'aspect politique duChâteau d'Indolence

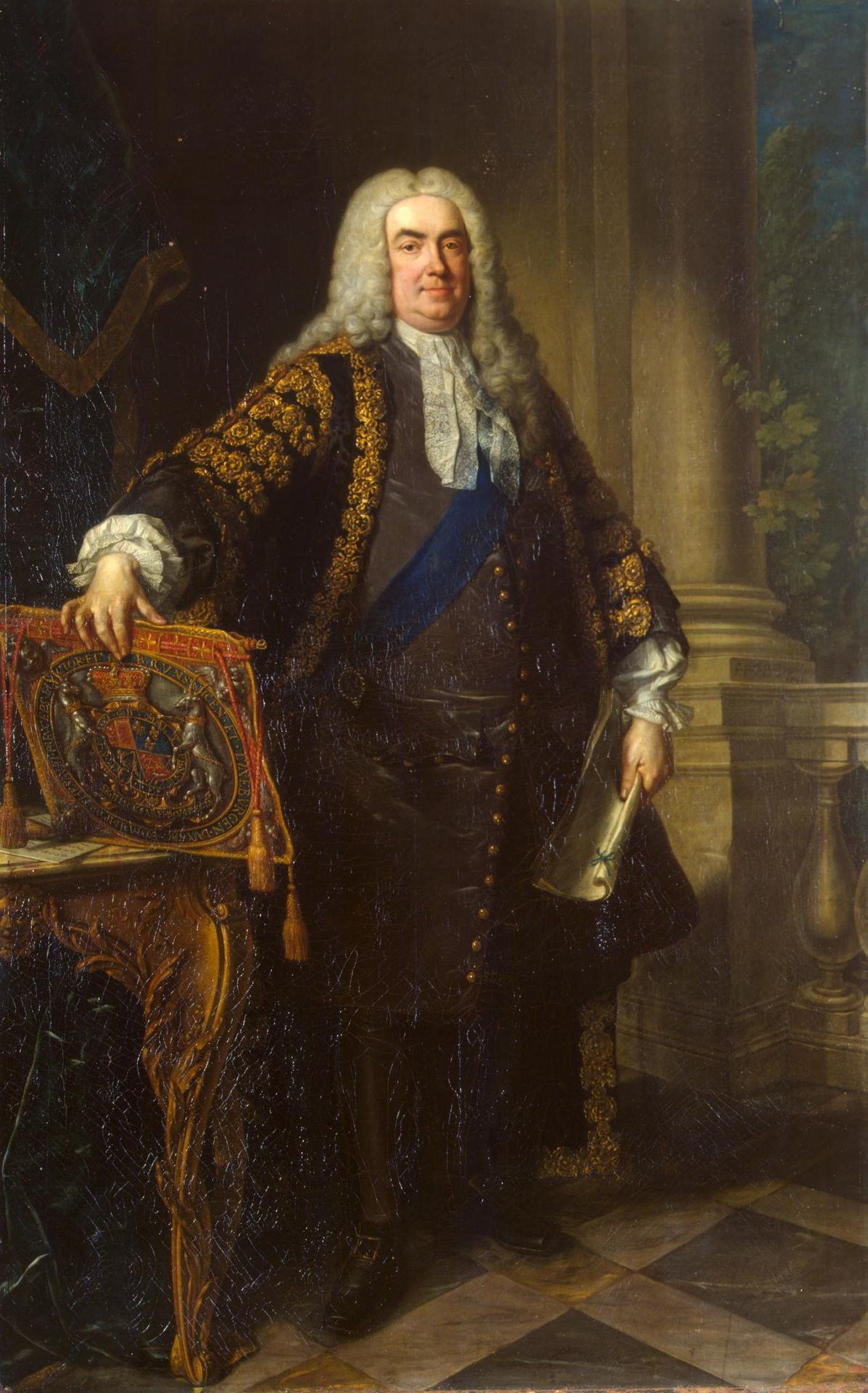
Portrait retouché de Robert Walpole, atelier de Jean-Baptiste van Loo (1740).

Que le régime de Sir Robert Walpole ait été l'objet d'attaques permanentes de l'intelligentsia londonienne se reflète dans l'œuvre théâtrale du plus célèbre des auteurs de l'époque, Henry Fielding, dont les pièces accablent le régime, telle l'anonyme A Rehearsal of Kings (« Répétition de rois ») (mars 1737), ou The Golden Rump (« Le Croupion doré »), farce séditieuse que Walpole utilise comme dernier prétexte pour faire passer sa loi sur la censure (Licensing Act) de 1737.
En ce qui concerne le poème de Thomson, il existe plusieurs manières de le considérer : certains critiques décèlent une satire à l'encontre du premier ministre, un Walpole-magicien flouant l'opposition avec ses opérations de séduction, c'est-à-dire ses flatteries et ses œuvres de corruption. Le Château d'Indolence serait donc, entre autres, une allégorie politique, tout comme son modèle la Reine des fées, mais une satire inversée, puisque le poème de Spenser célèbre les vertus de la dynastie des Tudors à laquelle appartenait la reine Élisabeth. D'autres, cependant, font remarquer que les agissements de Walpole ayant eu lieu avant la publication du poème, cet aspect ne semble pas avoir eu grand impact sur son public, non plus que sur sa postérité.

### L'opposition au pouvoir
De récents travaux ont repris la question et sont parvenus à la conclusion que la signification politique du chant II a été précédemment négligée : quelle est la morale de cette fable ? interroge Christine Gerrard : « L'indolence […] de « Jemmy » Thomson et autres victimes de troubles bipolaires, écrit-elle, […] relève d'un malaise social et spirituel que l'opposition à Walpole [voit] s'étendre à travers l'Angleterre hanovérienne, inertie, hédonisme, corruption et perte du sens de la citoyenneté ». La léthargie politique, fondée sur le luxe et la profusion, la futilité des distractions, le goût marqué pour ce que The Craftman of Friday (« L'Artisan du vendredi »), journal de l'opposition whig, appelle « les inventions efféminées » (« effeminate inventions »), se retrouve dans l'indolence et la paresse (« sloth ») étalées dans le poème. D'ailleurs, nombre des amis de Thomson appartiennent à un mouvement jeune et idéaliste appelé Boy Patriots (« Les jeunes patriotes »), et le poète a déjà lancé une attaque anti-Walpole dans Britannia publié en 1729, avec des allusions aux « arrogants tyrans qui jamais ne te mettront à genoux, / Et ne feront qu'attiser ta généreuse flamme. »,,

### La mise en musique de la satire
Thomson, écrit Gerrard, est, tout comme Spenser, capable de mettre en musique à des fins morales la séduction exercée par son propre Bosquet des délices : Archimago avec son chant ensorceleur correspond à l'archétype des bonimenteurs gouvernementaux tels que les décrit la presse d'opposition. Le journal Common Sense appelle Walpole « le magicien en chef » (« the chief magician ») dans son numéro du 19 mars 1737.
De fait, après s'être emparé de ses proies, Archimago les convie à se rafraîchir à la fontaine où coule l'élixir de Nepenthe. Cette liqueur— ne serait-ce que par son nom — concentre un faisceau de sources diverses, quoique historiquement liées : la potion dite « Nepenthe rare » dans le masque baroque Comus de Milton, la description par Spenser du népenthès (de) d'Homère (Odyssée, ou encore les charmes d'Acrasie),, épisode reprenant la satire que pratique l'opposition, par exemple Fielding dans The Vernoniad du 22 janvier 1741, où il campe un certain sorcier dénommé « Hishonour », capable de changer les hommes en porcs ou en ânes ; ainsi, postes et pensions dispensés à profusion par le pouvoir représentent la « liqueur rare », le Nepenthe destiné à amollir l'opposition.
De plus, Léon Morel montre que Thomson n'a pas oublié les difficultés de la vie d'un homme de lettres que sa jeunesse a connues. Jusqu'à la fin même, écrit-il, « il a éprouvé combien sont précaires les avantages assurés aux écrivains par la faveur des grands. C'est pourquoi il déplore, pour les lettres, et pour l'honneur de l'Angleterre, la condition misérable ou servile qui est faite au plus grand nombre des écrivains » : seule prévaut la flatterie servile et les Muses se marchandent au plus offrant ; heureusement, restent des hommes libres— sous-entendu « comme lui » — qui ne reconnaissent que la tutelle de leur indépendance.
Enfin, les gens de loi sont pour Thomson objet de haine : déjà malmenés dans L'Automne (v. 1281-1289) et  L'Hiver (v. 384-388), il exprime de nouveau son mépris ou sa rancune dans Le Château d'Indolence. Parmi les carrières viles qu'énumère Archimago, une place est faite à celle des gens qui « rôdent par les cours de justice en quête de proie « humaine » ». Et, dans la liste des aigrefins ruinant le prodigue, les robins se trouvent en fâcheuse compagnie, entremetteurs, hommes de loi, intendants, courtisans et sycophantes.

### La pernicieuse musique italienne
De plus, les plaisirs de l'indolence s'offrent sous le masque de l'idéal classique de la retraite (retirement), avec des références à Scipion l'Africain, passant ses vieux jours en sa propriété de Linterne en Campanie, Horace et Virgile ; l'érotisme, quoique apparemment absent, pointe à travers des allusions aux Caliphes de Bagdad et au « septième ciel d'Arabie » (« Arabian Heav'n ») (I, XIV). Ce style de vie ne serait pas sans ressembler à celui du Chevalier des Arts et de l'Industrie une fois reclus en sa ferme de Bretagne, si tant est que l'évasion de la réalité puisse se comparer à une retraite couronnant une longue et rude carrière.

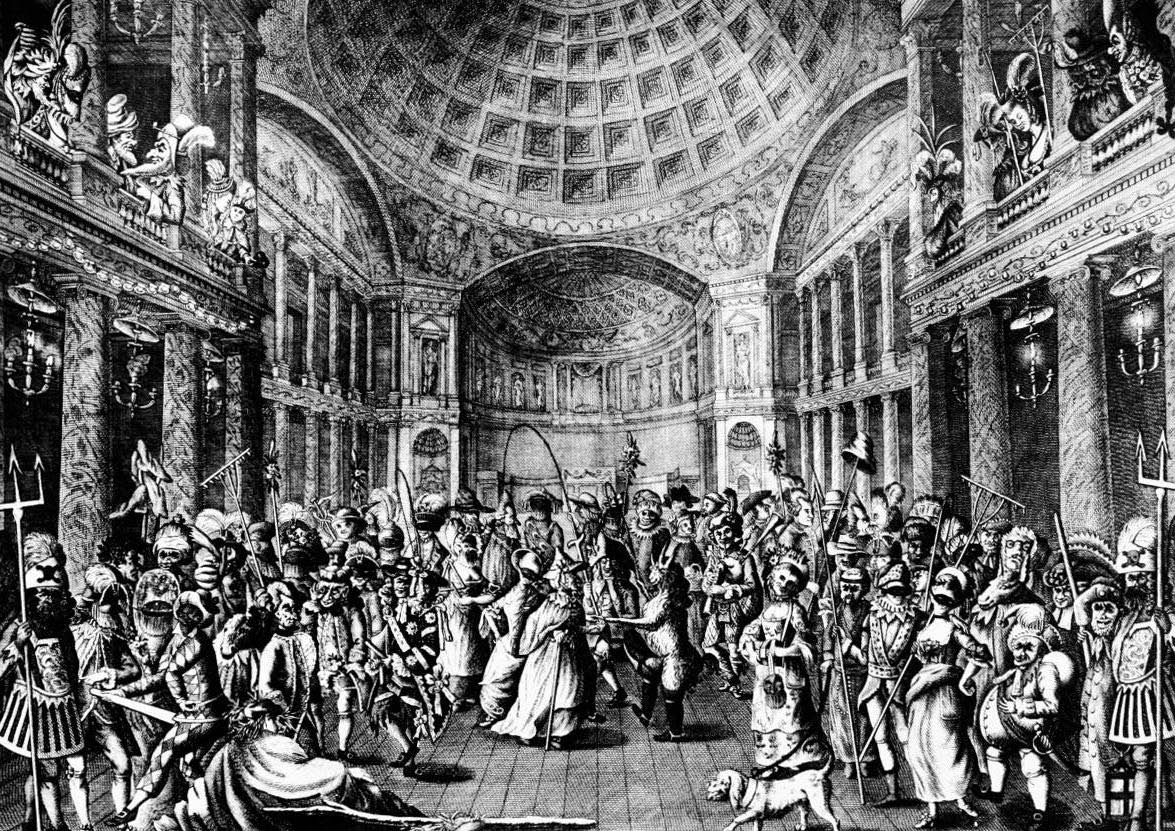
Bal masqué (masquerade) au Panthéon de Londres, vers 1770.

Cependant, la musique de fond, sorte de muzak jouée en permanence, crée une atmosphère à la fois séductrice et sinistre, bientôt conditionnant le cerveau et dissolvant l'âme (« Soul-dissolving airs ») (I, XXXIX). Il y a là une référence directe à la virulence avec laquelle l'opposition au pouvoir condamne la musique italienne prévalant dans le royaume : opéras, oratorios et surtout la nouvelle mode de la masquerade sont censés saper les fibres de la nation. Telle est l'opinion de Bolingbroke qui, dans son essai « Du Luxe » (On Luxury), dénonce les distractions du jour comme autant d'« appâts au plaisir » (« baits of pleasure ») destinés à camoufler les « crochets mortels » (« fatal hooks ») par lesquels la tyrannie politique s'empare des âmes faibles,.
Thomson, qui a aussi fait son Grand Tour, à partir de novembre 1730, abonde dans ce sens : en Italie, pays pauvre et manquant d'ardeur au travail (« lacking industry »), « [la musique] est une charmante maladie qui amollit les êtres et qui accroît grandement l'indolence universelle »,. De fait, à la fin du premier chant, les résidents se sont dépris de leur exigence esthétique : réduits par l'indolence à se vautrer dans l'opium, avec pour seul travail de perdre leur temps, « Et travail plus sinistre il n'est, et plus lassant son souci » (« And Labour dire it is, and weary Woe ») (I, LXXII), partout domine l'apathie là où régnait le plaisir, et l'on meurt de paresse (sloth ['sləʊθ]).

### Flashback et allégorie à clefs

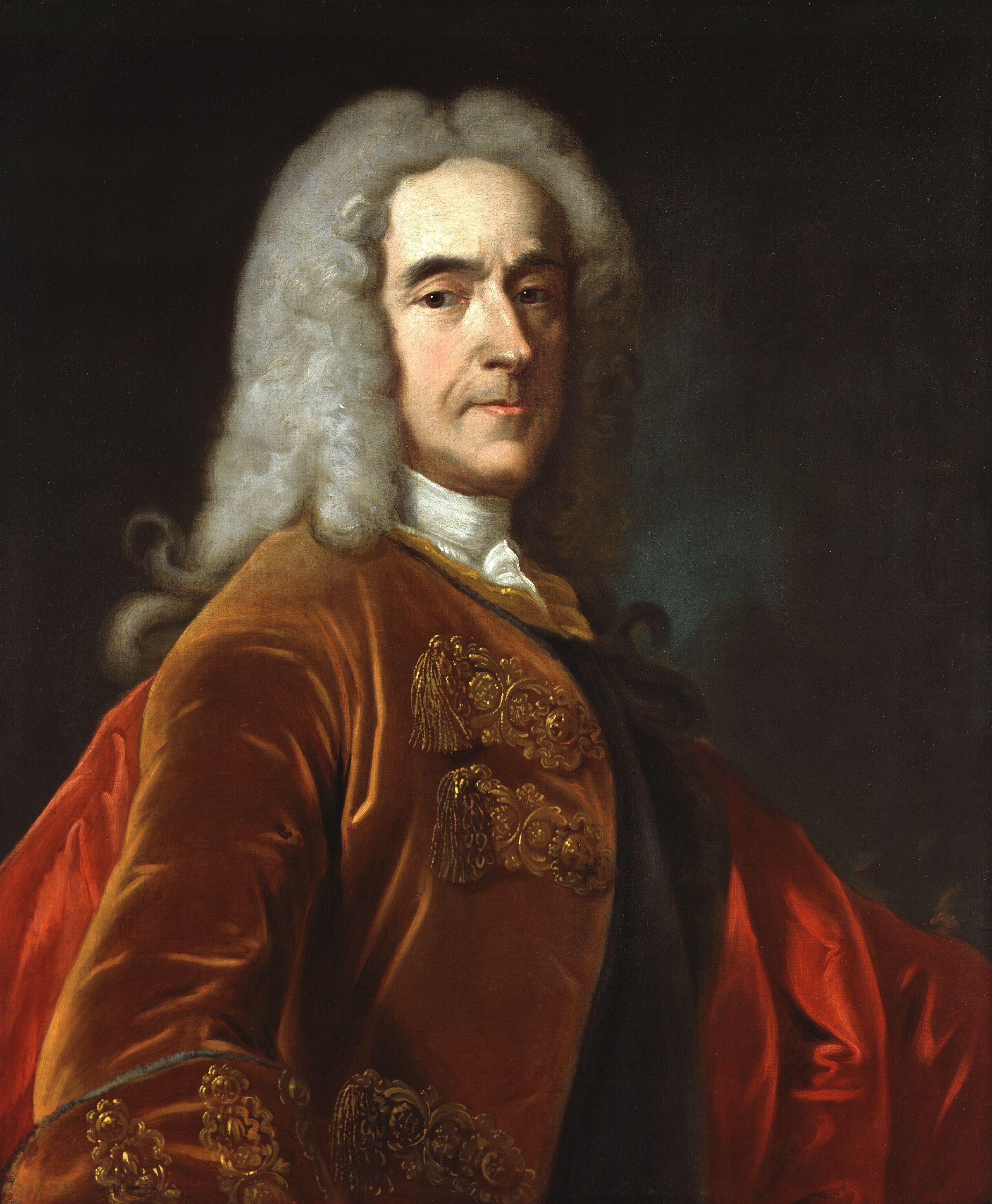
Lord Cobham, d'après Jean-Baptiste van Loo.

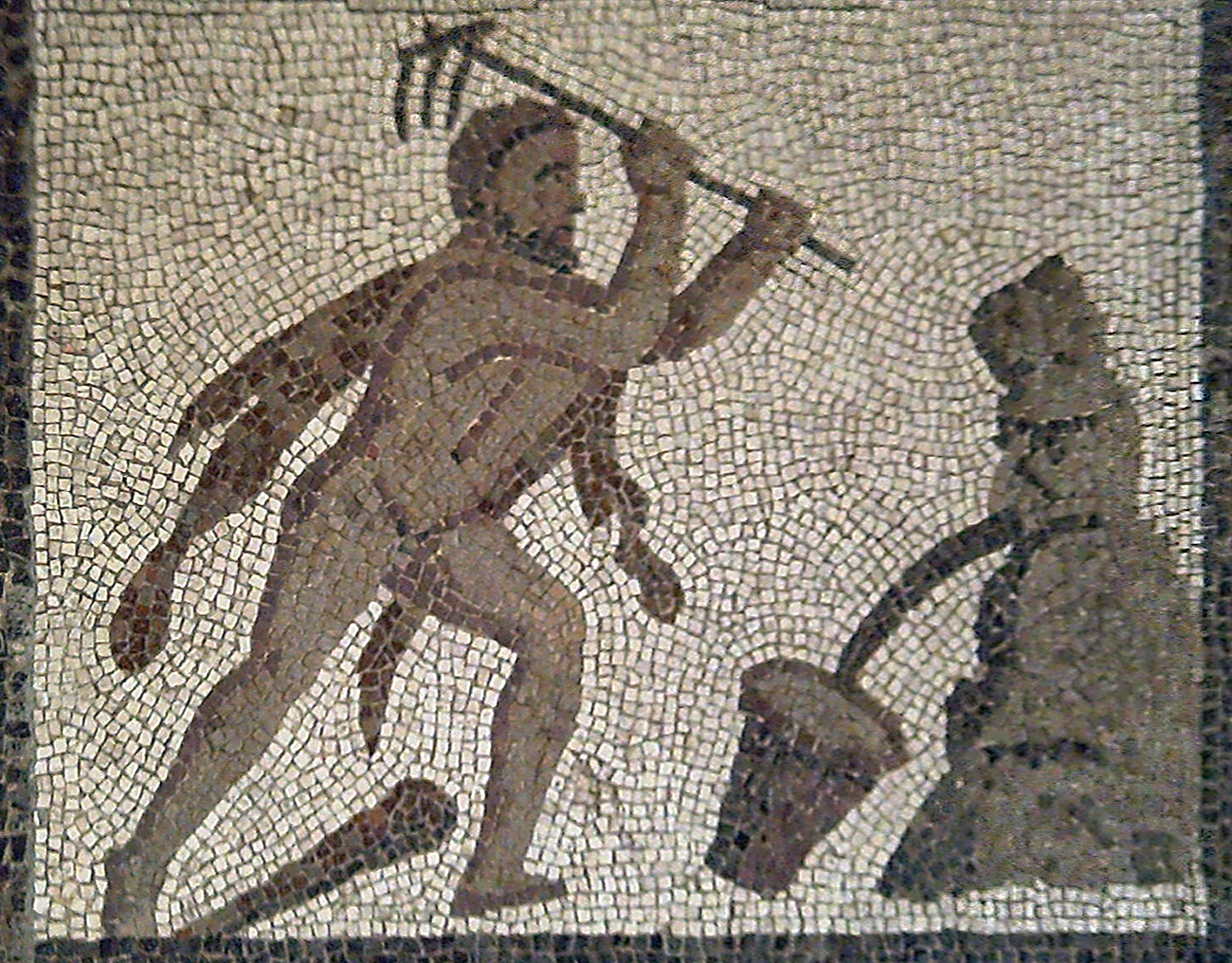
Héraclès détournant Alphée et Pénée. Mosaïque romaine, première moitié du IIIe siècle.

Le poème fait un bond temporel vers le passé : le deuxième chant commence par la préhistoire du peuple de Bretagne. Le microcosme familial et l'évolution du chevalier en son enfance, son adolescence et sa maturité reproduisent allégoriquement le schéma historique de la naissance des nations. À partir du primitivisme initial se développent arts et industrie, agriculture, science, commerce, et en guise de couronnement, beaux-arts. Voici retrouvées les simples vertus du peuple breton qu'a chantées Thomson dans son poème Liberty en son quatrième chapitre, les prémices à la civilisation d'une collectivité humaine.
Le chevalier a de quoi faire : il se dirige vers l'ouest et au passage revigore l'Égypte, la Grèce et la Rome antique (II, XVI),,. Arrivé en Bretagne, terre d'élection et de liberté, son art du pouvoir, acquis par l'expérience, relève l'État et lui donne une gouvernance où les lois reçoivent le libre consentement des citoyens (II, XXIV). C'est alors seulement qu'il peut se retirer dans la vallée de la Dee : dès lors, sa vie est celle d'un gentleman-farmer du XVIIIe siècle, sorte de whig de campagne, tel Lord Cobham à qui les « Jeunes patriotes » vouent un véritable culte.
L'allégorie devient un scénario à clefs : le chevalier serait Bolingbroke et le petit druide Philomelus, tout rabougri de sa personne, mais à la voix d'or et maître de sa lyre britannique (« British Harp »), Pope en personne,. Ce chevalier-Bolingbroke serait donc « the Chief, the Patriot and the Swain » (« le chef, le patriote et le prince des cœurs ») (II, XXV),,.

### Le Château, représentation de la Grande-Bretagne
La dégénérescence est à l'œuvre dans le royaume tout entier, et Thomson, pour la décrire, accumule les termes relevant d'une part de la sémantique de l'amollissement et de la dissolution, de l'autre de la voracité : non seulement le sorcier effrite les âmes et émascule les esprits, mais pour mieux les dominer, il les mange et les digère, si bien que le libre-arbitre de chacun — et partant la vertu de tous — se voient comme phagocytés.
Désormais, le pays, comme les résidents, s'est trouvé absorbé. Par conséquent, il est devenu méconnaissable et y dominent rustres ou — la frontière est ténue — voyous,.
| « That soul-enfeebling Wizard INDOLENCE, I whilom sung, wrought in his Works decay: Spred far and wide was his curs'd Influence; Of Public Virtue much he dull'd the Sense, Even much of Private; eat our Spirit out, And fed our rank luxurious Vices: whence The Land was overlaid with many a Lout; Not, as old Fame reports, wise, generous, bold, and stout. » | INDOLENCE, cet enchanteur qui les âmes mollissait, Tout forgé de décadence, naguère je le chantais ; Sa maudite influence au loin s'étendait ; Et de la vertu le sens il émoussait, Fût-elle publique ou privée, et notre esprit dévorait ; Nos plus folles envies de luxe, il nourrissait ; Aussi de rustres le Royaume regorgeait ; Ni sage, ni généreux, ni fort ou hardi, comme vieille renommée prétendait. |

Aussi le palais voué à l'indolence requiert-il que le nouvel Hercule du lieu accomplisse le dernier de ses travaux, curer les écuries d'Augias : tel Héraclès accomplissant la tâche en une journée grâce aux eaux d'Alphée et de Pénée, le Chevalier des Arts et de l'Industrie, avec l'aide de son druide, annihile d'une pichenette l'habile illusion. À cette occasion, le chant de Philomelus rappelle le Britannia de 1729, apologie des arts, de l'industrie et des armes, en contraste contraire de la peste attichante ayant frappé le château, qui ne s'avère que de cartes. D'un point de vue national, cela signifie que la Grande-Bretagne, devenue un paysage de nudité et d'infertilité, va bientôt retrouver le chemin du service au bien public, avec tous, paysans des champs, hommes d'État, savants, ouvriers, marchands, et le poète lui-même.
Restent les récalcitrants qui, à jamais « se vautreront en compagnie des plus vils dans la fange et la boue » (I, LXVII). Ainsi, demeurent d'irréductibles bénéficiaires des prébendes et sinécures de Walpole. Le Chevalier des Arts et de l'Industrie peut, une fois son œuvre achevée mais non tout à fait terminée, verser une larme de regret.
« Thomson meurt quatre mois après [la publication], écrit Gerrard, […], et son Château d'Indolence, s'il avait été composé un peu plus tôt, aurait sans doute été considéré comme [son] meilleur poème politique ».

## Le Château d'Indolenceen tant qu'allégorie

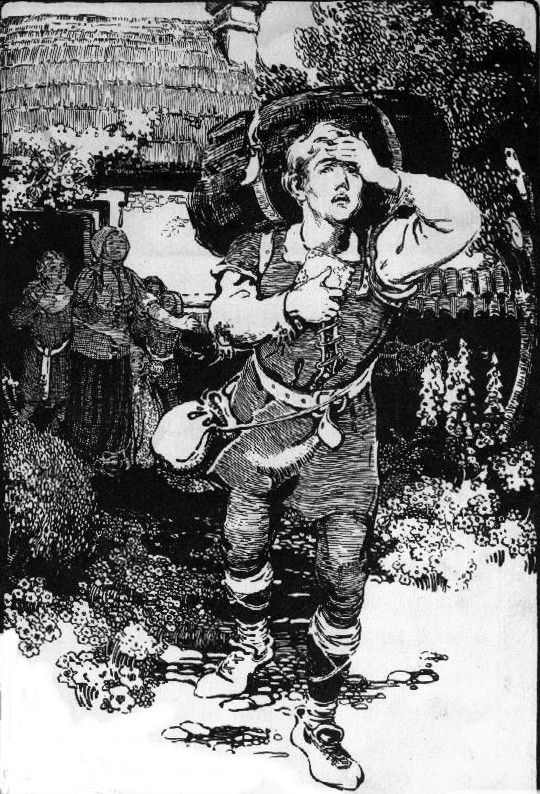
Le Voyage du Pèlerin : Chrétien, lourdement chargé, s'enfuit de sa maison.

Comme vu plus haut, dans L'aspect politique l'intention de faire drôle est gênée par l'intervention du didactisme. Cependant, le poème n'est pas une allégorie au sens strict, mais un pastiche d'allégorie. Or, si Thomson se réclame de Spenser (II, LII), il entend également que le burlesque ait sa juste part, à son encontre ainsi qu'à celle de certains de ses amis, autodérision et raillerie. C'est le domaine du mock heroic (« le genre héroï-comique ») qui s'apparente à La Boucle de cheveux enlevée (web) de Pope. La nature de cette allégorie reste limitée, ni épique, ni lyrique, ni religieuse ou métaphysique, encore moins visionnaire comme chez Dante ou Bunyan, la Divine Comédie se présentant comme un voyage initiatique de l'homme, de l'histoire et de l'humanité, et Le Voyage du pèlerin (Pilgrim's Progress) envoyant le protagoniste au tréfonds de son « moi » spirituel par les chemins tortueux des monts et marais de l'âme humaine.
À leur différence, Thomson ne voit pas les choses de l'intérieur « allégoriquement » : son tempérament est plutôt réaliste et lorsqu'il cherche à créer un décor de rêve, il se situe en semi porte-à-faux avec lui-même. Son contemporain John Hughes, analysant cette dichotomie contradictoire inhérente au genre, écrit dans un essai consacré au poème allégorique (1715) qu'il s'agit d'« une fable relatant une chose et en signifiant une autre ; sorte de hiéroglyphes à double sens, le littéral et le mythique : le premier est un rêve ou une vision, le second une interprétation ; il appartient donc au lecteur de démêler le contenu symbolique en mettant en rapport signifié et signifiant » Le Château d'Indolence se présente donc avant tout comme une allégorie burlesque à laquelle s'est surajouté le didactisme ; de plus, la strophe spensérienne adoptée a tendance à être traitée à l'époque sur le mode comique : la première moitié du XVIIIe siècle s'affirme en effet comme l'âge d'or de la parodie.

### Esprit de l'allégorie
Comme chez Spenser, un chevalier relevant du domaine du merveilleux anime le deuxième chant. Pour autant, il n'y a pas là satire proprement dite, nulle agressivité ne se manifestant contre l'esprit de la chevalerie, à la différence de l'attitude d'écrivains tels Cervantès ou Samuel Butler. En revanche, il est procédé à la déchéance d'un idéal pas vraiment spirituel, mais éminemment matériel : en ce sens, le chevalier ne représente pas la croix, mais le progrès des techniques.
De plus, ses adversaires ont changé eux aussi : au lieu de rétablir la paix entre les peuples, de civiliser les barbares, c'est une bande de paresseux — qui plus est gens cultivés et même péchant par excès de civilisation — qu'il balaye d'un jet de filet et d'un coup de baguette. Thème resté mineur chez Spenser, sa croisade est menée au nom de la « nation », la nation britannique, reine des arts et de l'industrie, qui exerce sa suprématie sur le reste de la planète par son génie pratique. En somme, le chevalier devient lui-même une allégorie, non du bien combattant le mal, mais d'un corps politique collectif se débarrassant de ses parasites sociaux.

### Un burlesque ennoblissant
Le merveilleux joue le rôle d'un accessoire de scène mineur dans ce jeu : un filet incarnant le destin, une baguette magique comme dans un conte de fée, et un barde issu des racines celtiques du peuple plus enflammé qu'efficace. D'ailleurs, Thomson lui-même a prévenu le lecteur — ou s'est défendu contre sa tentation — lorsqu'au chant I, strophe XLV, il s'écrit : « Non, belles illusions ! Fantômes habiles, non ! / Ma Muse se gardera bien de votre féerie ». Si merveilleux il y a, c'est surtout celui de la nature humaine et du progrès humain. Le thème du progrès spirituel, en particulier, est cher à Thomson, persuadé qu'il est que chaque individu voyage à travers d'infinis états de l'être : ainsi, les exhortations du druide se rapportent aux enseignements de ses homologues anciens, fondés sur la doctrine pythagoricienne de la métempsycose, comme en témoigne César dans la Guerre des Gaules (VI, 14).

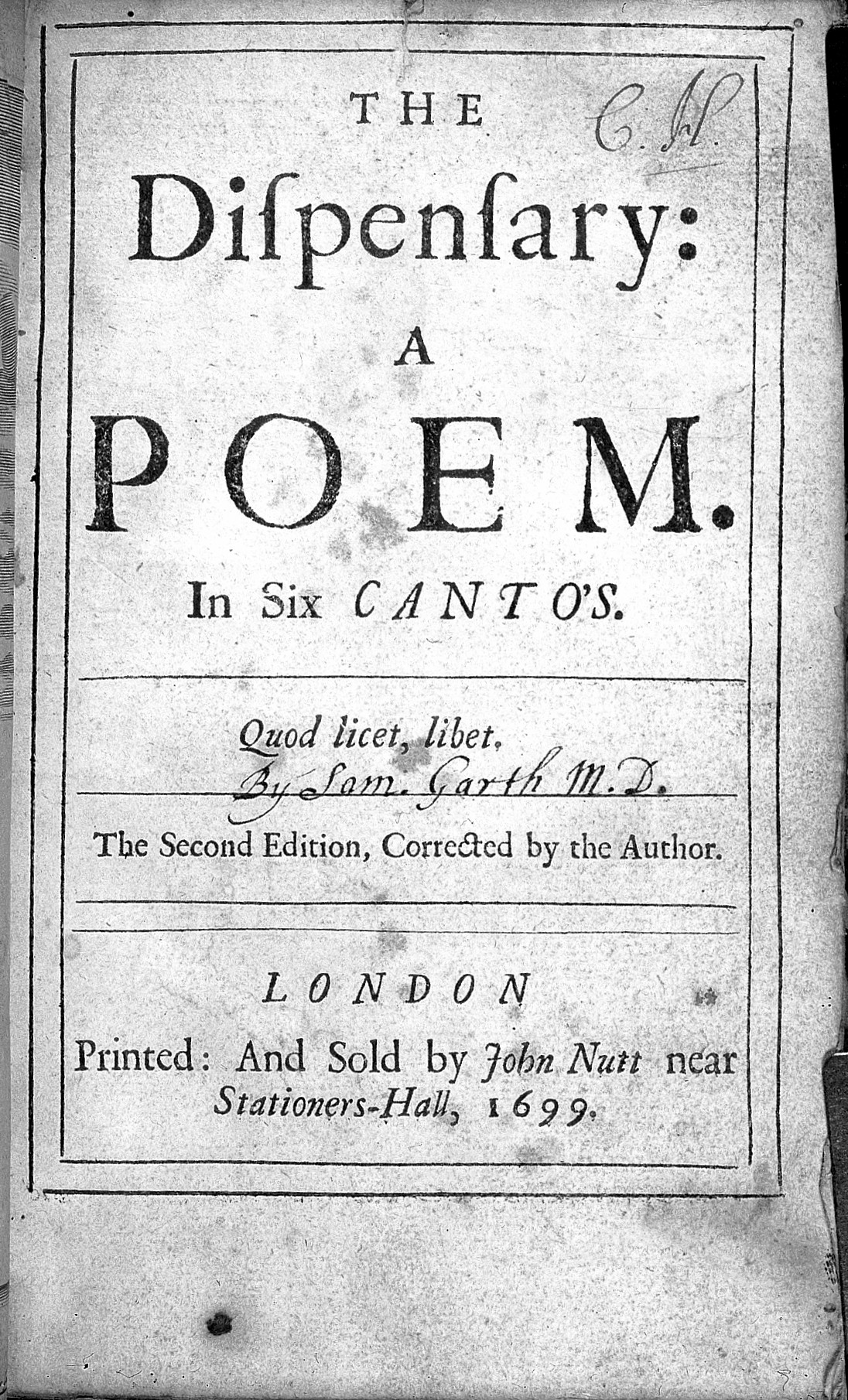
The Dispensary) par Samuel Garth, page-titre.

L'histoire littéraire montre que le burlesque est arrivé à un tournant. En Angleterre, il faut attendre le début du XVIIIe siècle pour saisir cette évolution. Au siècle précédent, en France, Scarron met en scène des travestis avilissants, des nobles moqués, et son Virgile travesti (1648-1652) se caractérise par la caricature, l’outrance, la contradiction, la désinvolture et la trivialité. De la même façon, en Angleterre, Butler donne à voir dans son Hudibras des caricatures, certes puissantes, mais d'une dérision féroce.
Boileau s'est élevé contre ce mouvement et, dans Le Lutrin, a créé une forme de burlesque ennoblissant, loin du grotesque baroque. Le Château d'Indolence participe de cette veine, dans la mouvance de Dryden, dont Johnson écrit qu'il a « raffiné le langage, amélioré les sentiments et fait briller la poésie anglaise », et de Pope dans La Boucle de cheveux enlevée (The Rape of the Lock), ou encore de Samuel Garth dans The Dispensary. Comme le Château de l'Indolence touche à la moralité, Las Vergnas a cette formule à son propos : « C'est du Spenser revu par Boileau. »

### Fable et fiction

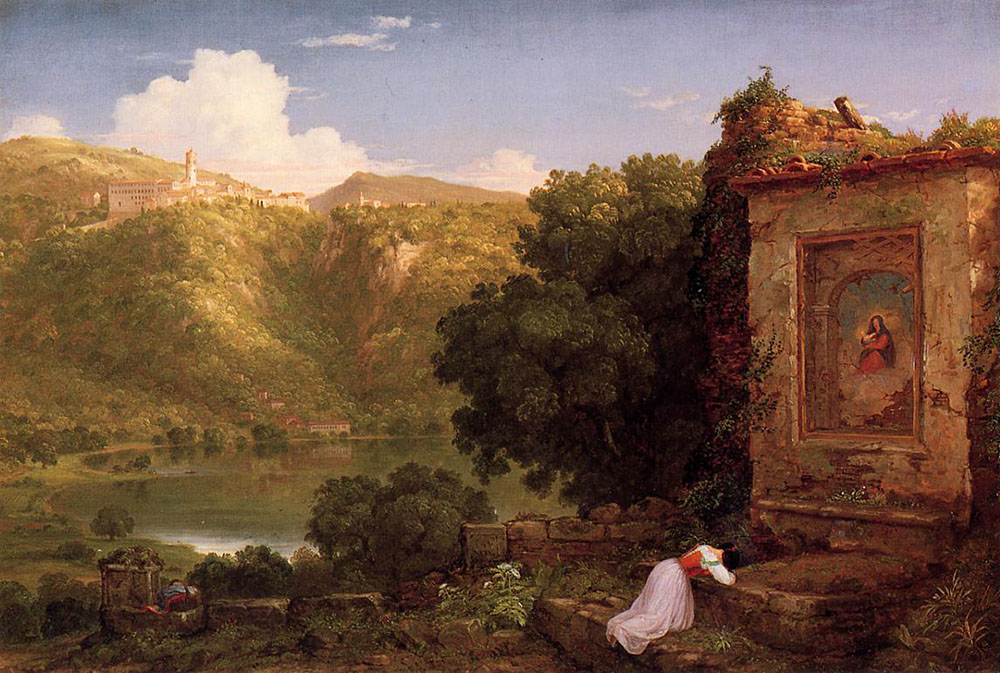
Il Penseroso, par Thomas Cole (1845).

Dans le préface de La Boucle de cheveux enlevée, Pope emploie les termes « fabulous » et « fictitious » pour qualifier ses personnages ; en cela, il retrouve Boileau pour qui le burlesque tragique « se soutient par la fable et vit de fiction ».

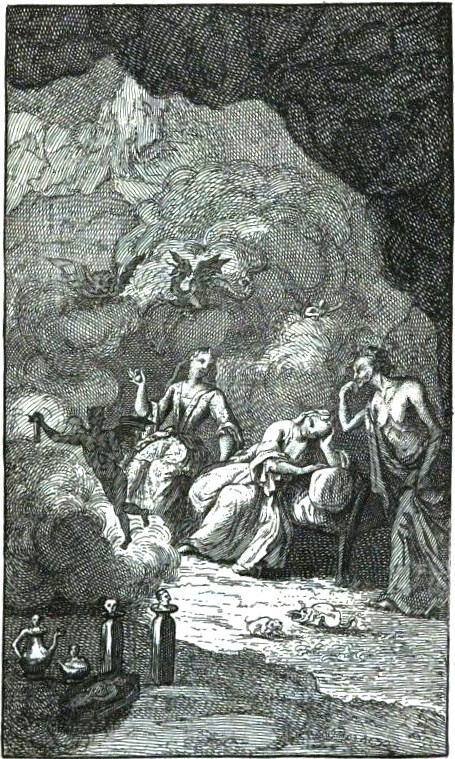
Umbriel dans la Grotte de la Mélancolie de Spenser.

Thomson, lui, a fait un large emploi de la mythologie allégorique : il s'inspire de la Bible (l'homme pécheur condamné à travailler), du Milton païen et humaniste de Il Penseroso, sans oublier Dryden dont il mentionne la rivière Astraea (strophe I, II), ainsi que la théorie du diapason (I, XXXI), issue de la théorie pythagoricienne de la musique, force centrale lors de la création de l'univers ; à Pope, il emprunte, entre autres, des termes spécifiques, comme « lawns » à la place de glades (« clairières »), utilisés dans Windsor Forest (v. 231 et 149) ; de Virgile, enfin, il évoque « Virgil's fount » (« la source de Virgile ») (II, 3) et « Virgil's happiness » (« le bonheur de Virgile ») (I, XVII). Enfin, la silhouette des maladies, Léthargie, Hydropisie, Hypochondrie, Fièvre Tierce, Goutte et Apoplexie, croupissant dans la « Grotte d'Ennui » du Château d'Indolence constitue à elle seule un ensemble de références-gigogne, l'allégorie de Thomson renvoyant à Pope qui lui-même renvoie à Spenser : en effet, Thomson évoque La Boucle de cheveux enlevée de Pope qui au chant IV, v. 84-86), envoie le gnome Umbriel à la « Grotte de la Mélancolie » de La Reine des Fées de Spenser, où il obtient de la reine des lieux « un sac de soupirs, de sanglots et de passions, la guerre des langues bien pendues et une fiole remplie d'évanouissements éplorés, de doux soucis, de chagrins confondants et de torrents de larmes »,.
De fait, la fin du second chant est une vision d'horreur : Thomson semble oublier l'allégorie et se prend à son propre jeu, s'intéressant au paysage pour lui-même. Sa description devient appuyée, de plus en plus précise ; il insiste sur l'encombré et le répugnant, et convoque tous les éléments à la disposition de l'imaginaire collectif de son temps comme accessoires de scène : marais bourbeux, arbres noirs, vipères et crapauds, suicidés se balançant aux arbres, sang qu'entraîne le torrent, si bien que le lecteur se retrouve comme au dénouement d'un opéra baroque.

### Opéra ou féerie?

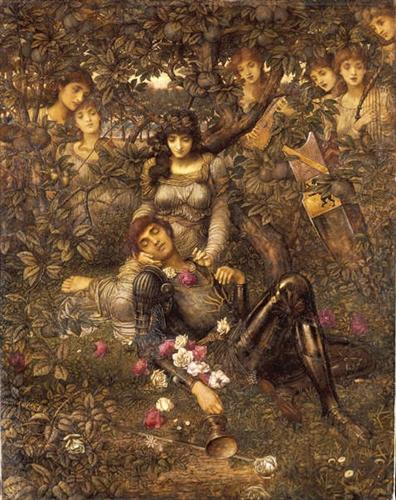
Acrasie et ses vierges, un chevalier à sa merci (John Melhuish Strudwick,).

La fiction reste mince dans le poème de Thomson, à la différence de Spenser qui présente une histoire et même des histoires enchâssées dans l'histoire. Ici, le mouvement est plutôt verbal, le vocabulaire, le style et le rythme des vers sculptant le changement d'action d'un chant à l'autre. Dans son étude sur Dante, T. S. Eliot fait remarquer que « L'allégorie requiert des images visuelles claires ». Or, comme précisé plus haut, dans Caractéristiques littéraires des paysages, les paysages du Château d'Indolence restent plutôt flous, présentant des lointains et servant de simple cadre ; en revanche domine l'effet auditif, deux voix parlant et s'opposant, l'incantation du premier chant et le clairon viril du barde dans le second : à ce titre, le poème tiendrait plus de l'opéra que de la féerie, avec un premier acte lyrique et un second récitatif.

## La pluralité des styles

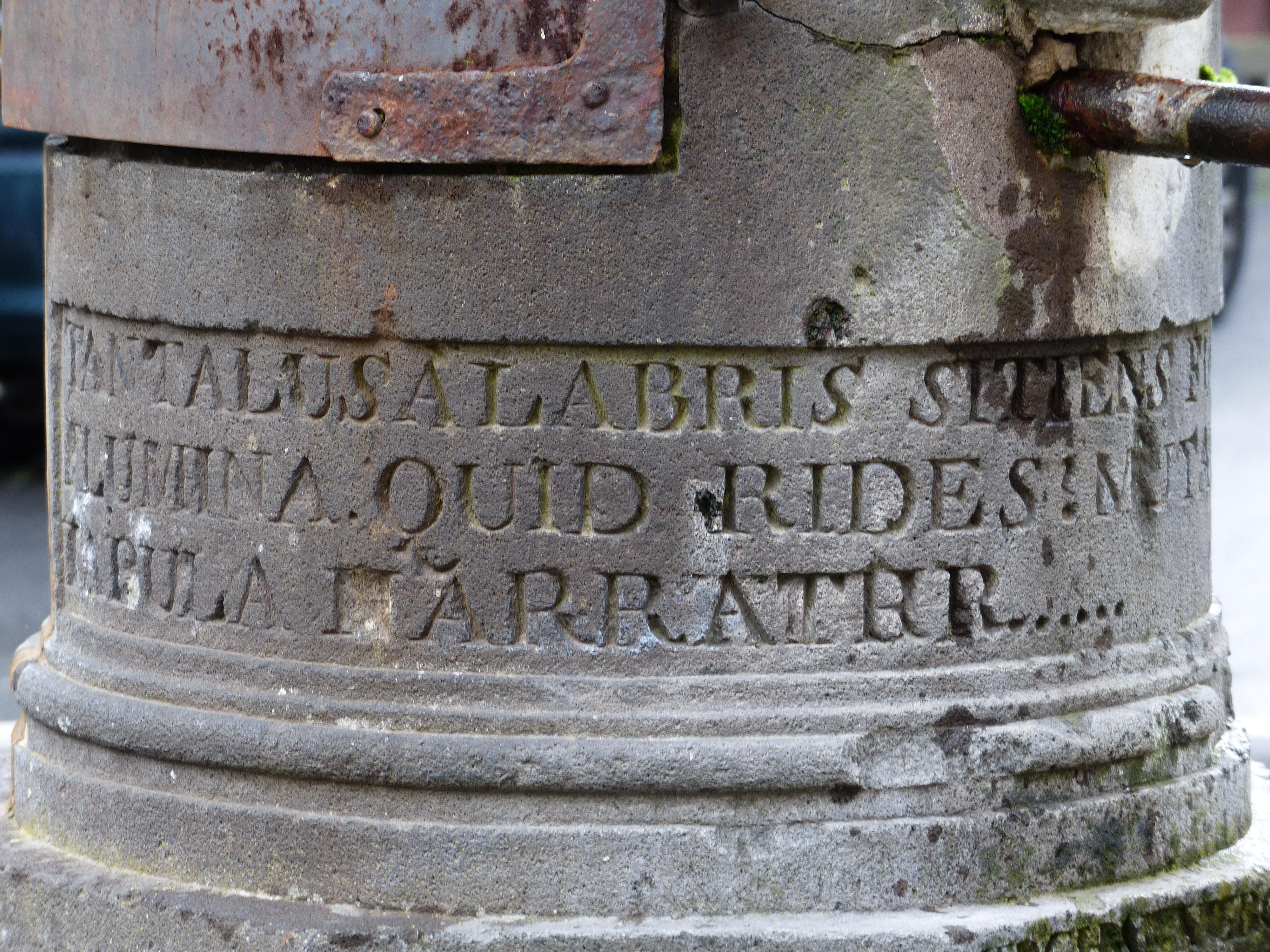
Inscription latine sur la fontaine de la place du Mas, à Volvic (Puy-de-Dôme, France). Horace, Satires, I, 1, 68-70 (partie gauche des vers).

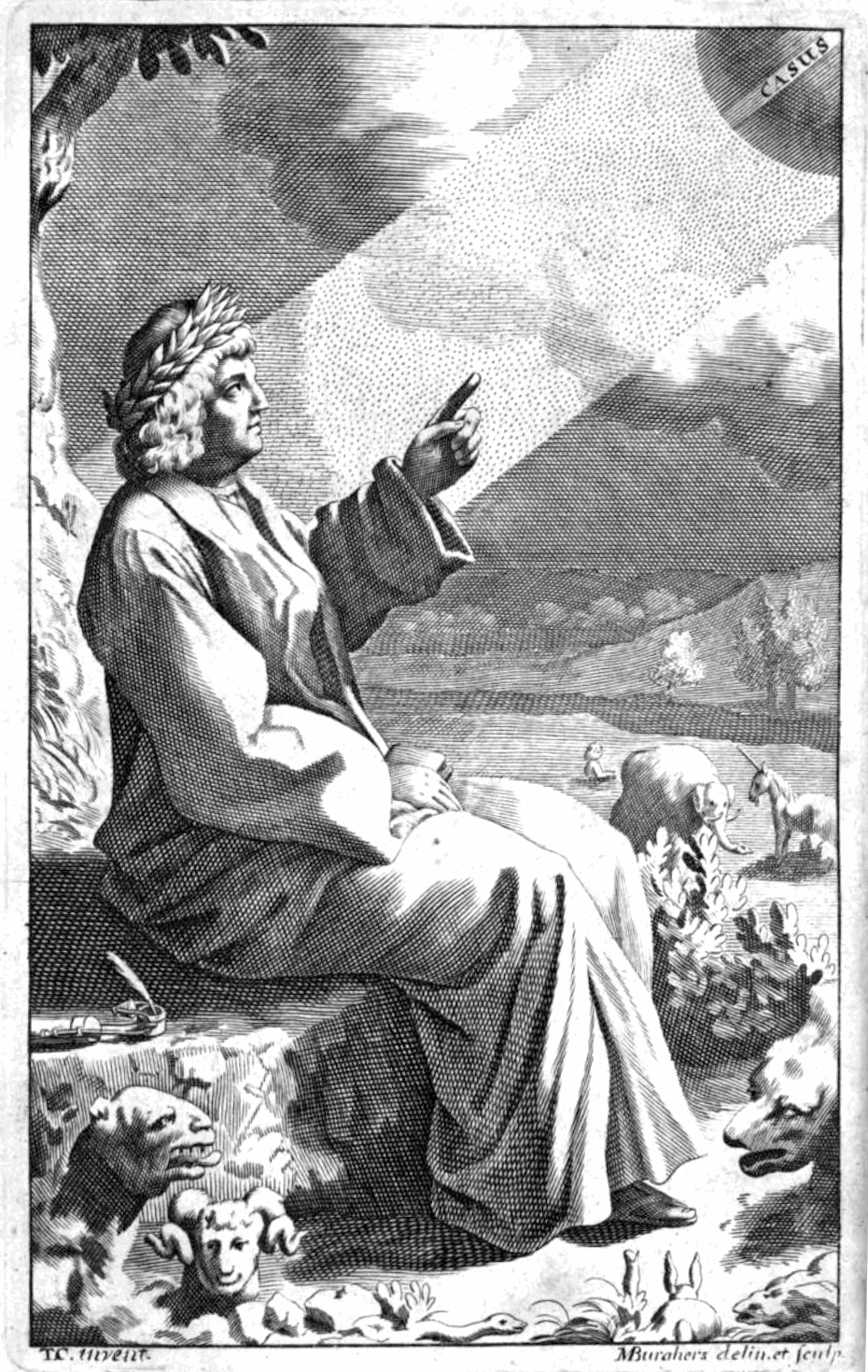
Lucrèce, par Michael Burghers.
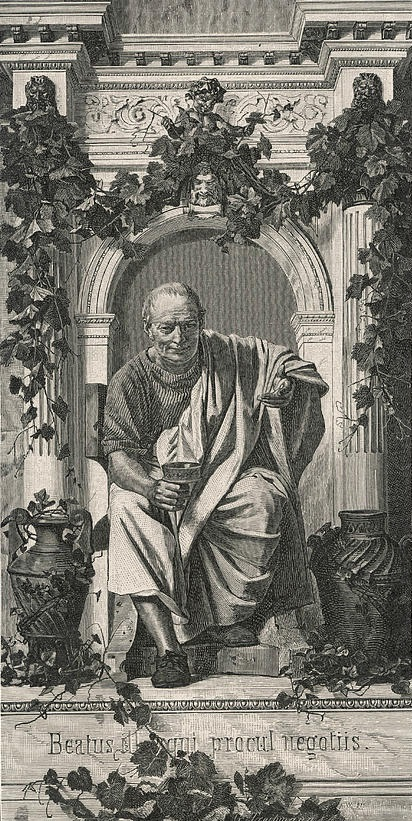
Horace, portrait imaginaire par Anton von Werner.
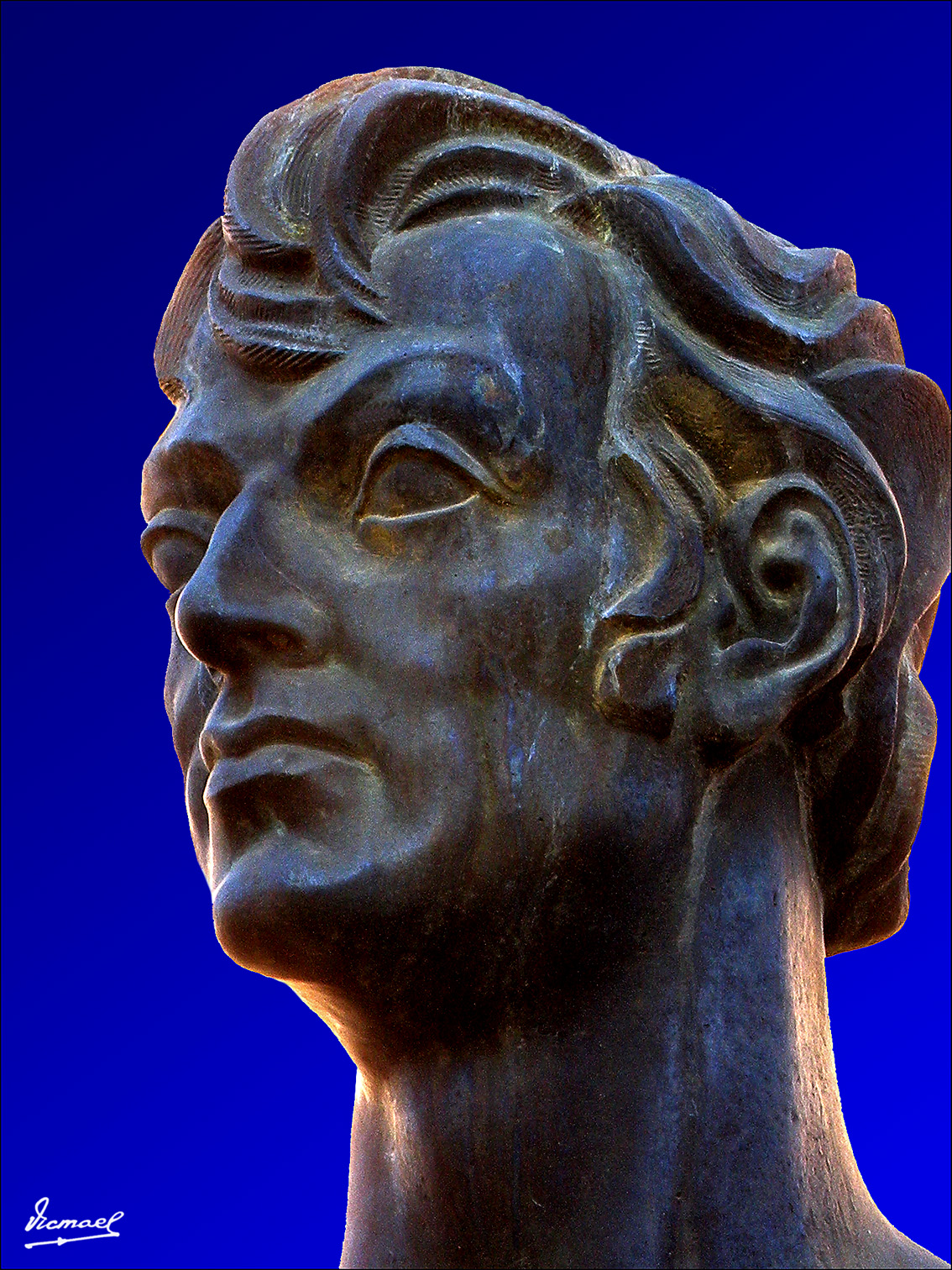
Martial, par Juan Cruz Melero.
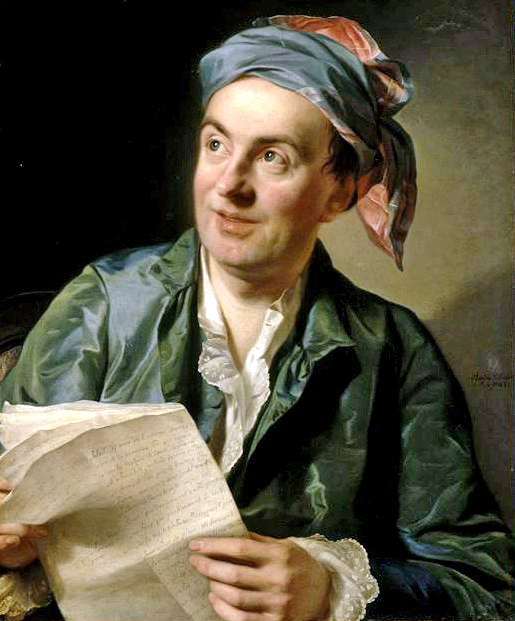
Marmontel, par Alexandre Roslin.

### L'expression comme vertu ou tendance de l'âme
C'est le début du chant I qui est le plus admiré, évocation d'une torpeur langoureuse enveloppant toute chose, nimbée de rêve suave et de paresse douce comme le miel. Les strophes XVI et XVII, en particulier, donnant voix à l'enchanteur qui ne se démarque guère de la vision hédoniste de la vertueuse retraite préconisée par Horace, et les strophes V  et XIV, dévolues au poète — lui-même résidant partageant l'indolence générale — suggèrent que « ce palais des arts et son décor pastoral sont des représentations de l'imagination poétique et que l'indolence appartient au rêve du poète »,.
Cette conception fait écho aux v. 458-466 du Printemps dans les Saisons, où plongé « dans une rêverie créatrice, le poète remodèle les images qu'il perçoit du monde extérieur », « évocation, écrit Sambrook, rappelant les innocents plaisirs de l'imagination tels qu'Addison les a décrits dans The Spectator » .
Pour autant, l'indolence, même conçue comme rêverie poétique, est condamnable lorsqu'elle ne débouche sur aucune leçon morale : comme le dit lui-même le poète alors qu'il invoque la muse à la strophe XXXII du chant I, son rôle premier est de servir une cause, ne serait-ce que chanter […] « le doux mal d'amour, l'ire du héros, / La paix du sage, la noble fureur du patriote, / Chassant la corruption à travers l'indignité des âges ».
En soi, le titre est déjà une allégorie : Château d'Indolence, cela évoque le Château d'Alma (Spenser), dépositaire d'un vice et d'un secret, comme celui de Thomson entouré, séparé et concentré tout à la fois. De plus, le vocabulaire employé relève d'une longue tradition : vallées, fontaines, montagnes ont déjà été vues chez Spenser ainsi que chez Bunyan dans Le Voyage du pèlerin (The Pilgrim's Progress). Le mot « drowsiness » (« hébétement ») rappelle la plaine de la Mulla chez Spenser (« Sitting under the shade of the green alders of the Mulla's shore »),, et « Winter breme » (« hiver tempétueux ») (II, VII), est, dit le Shorter Oxford English Dictionary, un archaïsme, « usuellement une réminiscence de Spenser » (« usually echoed from Spenser »).

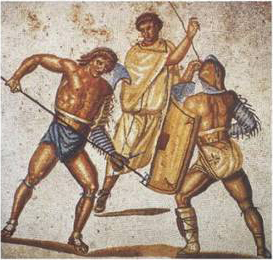
Un rétiaire affronte un secutor avec son trident ; mosaïque d'une villa romaine à Nennig.

En outre, comme chez Spenser, une expression est finalement liée à une vertu ou à une tendance de l'âme. Par exemple, le rétiaire antique du deuxième chant, strophe XXXIII, n'est d'abord introduit dans le récit que pour fournir un élément de comparaison ; bientôt, cependant, l'image se concentre, devient métaphore, et le chevalier d'aujourd'hui apparaît comme « un piège à chagrin » (« a net of woe »), procédé qui, à la fois, juge et condamne en une formule lapidaire. De même, le poème reprend l'arsenal d'inversions, d'hyperbates, d'auxiliaires explétifs, de tournures bizarres existant dans La Reine des Fées.
Thomson, pourtant, n'est jamais obscur, se défiant de l'hermétisme comme, d'ailleurs, de la transparence. Selon Marmontel, « Le mérite de l'allégorie est de n'avoir pas besoin d'explication » : en effet, si elle est trop obscure, elle tend au symbolisme et si elle est trop claire, elle ne se justifie pas. Thomson a su lutter contre ces deux écueils. même quand son style allégorique exprime une notion simple par des maniérismes traditionnellement attachés au genre.
Çà et là affleurent des flèches épigrammatiques généralement placées en conclusion d'une strophe dont elles jugent la description : ainsi, le poète fait long feu des systèmes géniaux de l'invité enfiévré d'inspiration (I, LIX), dont les idées brillantes « fuient avec les nues et ne laissent aucune trace derrière elles » ; la méthode ici employée remonte à Martial : l’épigramme, brève, est construite en deux parties, la première pour attiser la curiosité, la seconde pour la satisfaire, la chute, le trait décoché s'avérant inattendu, voire saugrenu, avec pour seule fonction de déconcerter,.

### Le style satirique
Il existe en revanche un style satirique propre à Thomson. La satire est un moyen pratique et efficace de frapper les imaginations, c'est une leçon par l'exemple direct et même par l'image. Ainsi, dans sa présentation du Miroir aux Vanités (Vanity Fair), Thomson appuie sa description jusqu'à l'outrance et lui donne un relief encore plus saisissant par l'emploi du présent historique,.
Cela dit, il innove quand il joue sur l'ambiguïté des mots ou sur les relations secondaires créées par leur juxtaposition. Ainsi se sert-il du mot « muckworm » (« larve ») pour désigner son avare (I, L). À la vision repoussante que donne la réunion de « muck » (« saleté ») et de « worm » (« ver »), il associe une images « amid his ledgers stalled » (« embourbé dans ses registres »). Cette apposition évoque encore la boue et le putride ; l'avare est flanqué de ses livres de compte et, de surcroît, s'y trouve enlisé. Dans le même passage, Thomson joue sur l'ambiguïté de plusieurs mots : le jeune débauché (I, LI) est appelé « le béat locataire de l'air estival » (« the silly tenant of the summer air ») ; or, silly s'entend à double sens, évoquant l'état de béatitude bénie rendue par son étymologie « selig », et en même temps la stupidité du benêt.
De même, l'expression « puzzling sons of party » (« énigmatiques fils de parti ») (I, LIV) est équivoque : puzzling signifie d'abord « perplex, bewilder, confound for others » (« rendant perplexe, causant la confusion, désorientant »), ce qui est l'acception moderne du mot ; cependant, il veut également dire « to search in a bewildered way, to grope for something » (« engagé en une quête confuse, cherchant quelque chose à tâtons »), évocation de l'activité intéressée des politiciens, gens qui intriguent et nous intriguent tout à la fois.
Pour s'exprimer, le didactisme de Thomson a souvent besoin des procédés traditionnels de la rhétorique. Pour autant, il reste difficile de déceler quel est exactement l'esprit avec lequel il s'en sert. Sans doute est-il sérieux quand il fait usage de la phraséologie scientifique, souvent issue du De rerum natura de Lucrèce, qui commence à se répandre au début du XVIIIe siècle. Ainsi s'accumulent parfois plusieurs termes techniques en l'espace de quelques vers (II, XLVII) : « perfection suprême » (« Supreme perfection »), « révolution des planètes » (« the planet rolls »), « mouvement des atomes » (« each atom stirs »), « le tout » (« the whole »), etc.,.
Faut-il croire, cependant, à la vertu du style quand le barde adopte le vocabulaire et la diction d'un prédicateur (II, LXII) ? Tous les procédés rhétoriques en vogue semblent parodiés, depuis l'accumulation des adjectifs et leur inversion (« huge threatening difficulties dire » [traduction littérale] « énormes et menaçantes / difficultés / sinistres ») jusqu'à la comparaison évidente « That in the weak man's way lions stand » (« Les lions jalonnent le chemin des hommes faibles »), sans oublier vocatifs et exclamations : « Resolve! Resolve! And to be men aspire! » (« De la résolution ! de la résolution ! À devenir des hommes, que l'on y aspire ! »), ou encore les effets antithétiques : « Speak the commanding word I will! And it is done! » (« Donner l'ordre, je le ferai ! Et c'est fait ! »). Thomson s'amuse, force le ton, imite et parodie : c'est sa veine héroï-comique.

### La veine héroï-comique
Le terme « épopée » serait commode pour décrire un autre aspect du Château d'Indolence. En fait, il s'agit d'un récit dans lequel une histoire relativement simple est racontée, mais, souvent par jeu, Thomson alourdit sa narration de procédés épiques traditionnels venus d’Homère et Virgile après avoir été anglicisés par Spenser et Milton, et affectés d'une note burlesque par l'influence de Pope.

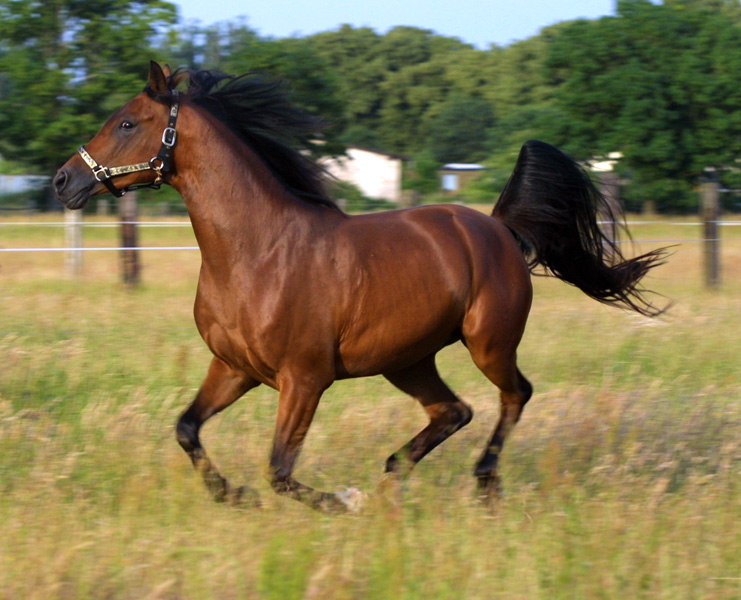
Pur-sang arabe bai.

Ainsi des formules toutes faites, tantôt brèves (« He ceased, and […] ») (« Il s'arrêta, et […] ») (II, XXXV), tantôt amples et encore élargies par une inversion (« This said, his powerful wand he waved anew ») (« Cela dit, sa baguette magique de nouveau il l'agita ») (II, LXXIV). Parfois des adjectifs de nature se voient accolés aux objets et aux hommes comme des emblèmes : « Dispatch » est décrit comme « [a] fairy-footed boy » (« un garçon aux pieds de fée ») (II, XXXII), une sorte de Mercure d'allégorie ; le cheval du chevalier devient une monture « of ardent bay » (« à la robe d'un brun flamboyant ») (II, XXXV), tandis que la paisible monture de Barde, plus modeste, est « [a] milk-white palfrey » (« palefroi laiteux ») (II, XXXV) ; le jour est flanqué d'un char, sans doute celui de Phébus, « Of active Day, the rapid car » (« Du jour animé le rapide char ») (II, XXXV). L'hyperbole, enfin, surabonde, avec des êtres dont l'influence devient démesurée, certaines de ces créatures, parfois repoussantes, possédant même le don d'affecter les éléments : « Tainting the gale in which they fluttered light » ([traduction littérale] « Tachetant la bourrasque où elles voletaient légères ») (II, LXXIX),.

### Une narration personnalisée
En dehors de ces passages héroïques, Thomson adopte le ton de la simple narration. Cela ne veut pas dire qu'il s'efface de la scène et laisse évoluer ses personnages comme s'ils étaient les seuls maîtres de leur destinée.

#### Le ton de la narration
On voit le portier s'éveiller lourdement au premier chant, strophe XXIV, s'étirer et vaquer à ses affaires si simplement que l'alexandrin qui le décrit devient évocateur par sa platitude : « And roused himself as much as rouse himself he can »  « ([traduction littérale] Se réveilla pour autant que de se réveiller il fût capable »),.
Bien vite, cependant, Thomson entend donner plus de majesté à son récit et il en rehausse l'effet en lui ajoutant une comparaison rappelant la poésie d'apparat. Les vêtements dont les invités sont affublés deviennent « loose as the breeze that plays along the Downs » (« flottants comme la molle brise qui se joue sur les collines ») (I, XXVI). Puis le voici qui apparaît en personne pour faire une petite digression sur les bienfaits de la nudité « Nimbant chaque mouvement d'aise et de plaisir » (« But every flowing limbs in pleasure drowns) » (I, XXVI).
C'est là l'exemple particulier d'un procédé fréquent : le poète contamine son récit, l'oriente, le transforme, l'émaille de réflexions ou de souvenirs personnels et lui confère un cachet nouveau par des effets d'image. Thomson évite ainsi l'écueil d'une poésie de la simple narration, qui, si elle ne présentait que des faits précis, deviendrait une prose rimée et scandée. Ici, le récit est prétexte à exercer un talent, certes, mais aussi à infuser l'œuvre d'un peu de soi-même, c'est-à dire de s'abandonner, dans les limites imparties au lyrisme par les bienséances de cette moitié de siècle.
Pour autant, ce lyrisme ne se départ pas de maniérismes spensériens ; ainsi, l'archaïsme est fréquent, souvent acquis avec facilité, par exemple la simple amputation d'une première syllabe, « 'plain » pour complain (« se plaindre »), « 'noyance » pour annoyance (« contrariété »), « 'witching » pour bewitching (« ensorceler ») ; ou encore l'adjonction du préfixe « y » devant un participe passé, « yclad » pour clad (« vêtu »), « yborn » pour born (« né »). De plus, un mot moderne peut se faire gothique ou recevoir un cachet d'antiquité par le simple suffixe « en », ainsi « I passen » (« passer »), « depeinten » (« dépeindre »), etc. Pour autant, l'emploi de termes vieillis n'est pas systématique, mais si trop de mots courants s'accumulent, les strophes qui suivent reçoivent à leur tour une dose de vocables démodés, etc..

#### Le lyrisme
Les thèmes personnels sont éparpillés tout au long des deux chants et ressortissent à trois grands modes d'expression poétique : celui de la description, celui de l'émotion et celui de la vision.

##### La description

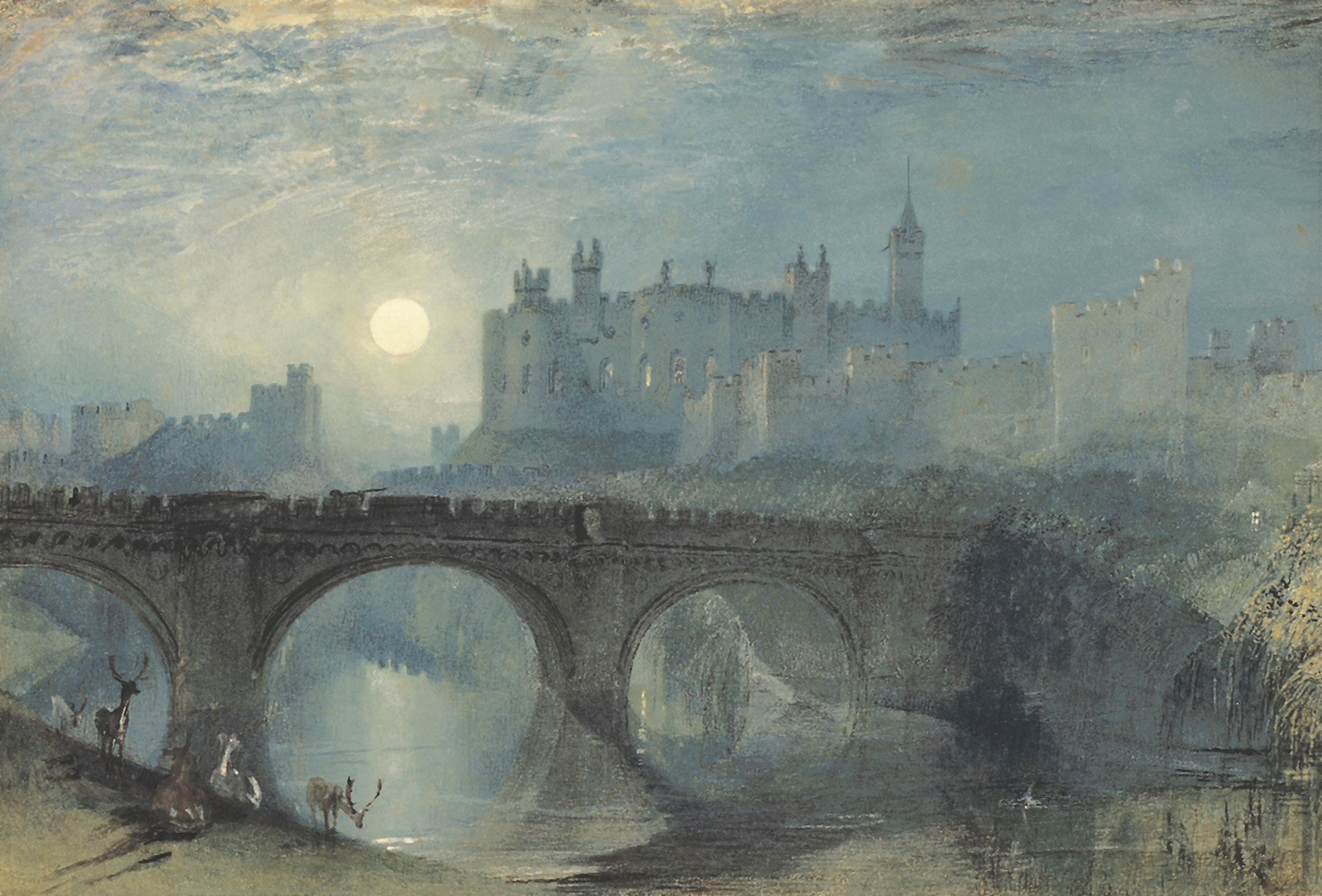
Turner, Château d'Alnwick (1829).

La toute première description, des strophes I à V, est révélatrice : le langage poétique traditionnel envahit le vocabulaire [traduction aussi littérale que possible] : « lowly dale » (« profond vallon »), « flowery beds » (« massifs fleuris »), « beds of pleasant green » (« massifs d'agréable verdure »), « glittering streamlets » (« ruisselets scintillants »), « waters sheen » (« nappe argentée des eaux »), « sunny glades » (« clairières ensoleillées »), « lulling murmur » (« doux fracas berçant »), « prattle of purling rills » (« babillage des ruisseaux ronronnants »), « lowing herds » (« troupeaux de bétail bêlant »), « flocks loud-bleating » (« troupeaux de moutons bêlant aussi fort que peut »), « shepherds piping in the dale » (« bergers jouant du chalumeau dans le vallon »), « sweet Philomel » (« doux rossignol »), « sighing gale » (« les soupirs de la tempête »). Seules quelques expressions échappent à ce catalogue et, à elles seules, témoignent d'un effort nouveau d'adaptation.
Ainsi — et c'est là la véritable originalité —, Thomson revivifie les tournures conventionnelles en les insérant dans une construction grammaticale inusitée. Lorsqu'il écrit « With woody hill o'er hill encompassed round » (« entouré de colline sur colline boisée ») (I, II), par exemple, la place de l'épithète, précédant non pas un nom isolé mais une cascade nominale, la sort de la banalité. Le procédé se retrouve plus loin dans « from peevish day to day » (« de coquin jour en jour ») (I, XLVII) ou encore « from verdant stage to stage » (« de verte étape en étape ») (I, XXXVII). De même, certains mots sont employés avec un sens légèrement différent : ainsi, « bicker » (I, III) qui signifie d'abord wrangle (« se chamailler »), mais qui, à partir de 1748 et répertorié comme tel trois années après la publication du poème de Thomson, a aussi pris l'acception « d'une action rapide et bruyante, tel le vacarme chahuteur d'un torrent se jetant sur les rochers » (« applied to the making of any rapidly repeated noisy action, such as the brawling of a stream over stones »). De plus, un choc est parfois créé par le rapprochement imprévu de deux termes antithétiques, tels « sleepy horror »  (« horreur endormie ») (I, V), un oxymore en somme. Enfin, l’archaïsme communique, selon Léon Morel, « une note de naïveté gracieuse » à des expressions telles que « half pranked with spring » (« à demi déguisé de printemps ») (I, II), qui sans ce choix délibéré — il aurait pu écrire « half deck'd with spring » (« à moitié décoré de printemps ») tout en respectant parfaitement la métrique iambique [u — u —] du vers —, paraîtraient encore plus conventionnelles.

##### L'émotion
En dépit de la diction poétique obligée, Thomson s'attache à décrire la nature par des effets dépassant la pure tradition. Le bruit des ruisseaux se fait câlin et enjôleur, la forêt impressionnante accentue son froid silence par l'allitération sifflante : « A sable silent solemn forest stood » (« une forêt se dressait noire, silencieuse, auguste ») (I, V) et les rayons « that played in waving lights from place to place » (I, XLIV) (« se jouaient en vagues lumineuses ici et là »), de diphtongue en diphtongue [ei], prennent des reflets de moire. C'est par l'évocation souvent imprécise que Thomson réussit à nimber son poème d'une atmosphère alanguie. Sans dire que son château est habité par l'oisiveté et la volupté, il les laisse à ressentir par le mouvement indolent ou voluptueux de son style. Les accents inconnus de la lyre caressée par le vent (I, XL) se font enchanteurs et, avec grâce et sans effort, « l'esprit troublé se trouve naturellement apaisé » (« soothed the pensive melancholy mind ») (I, XL). Cela n'est pas sans rappeler l'Ode à Sainte Cécile de John Dryden où « the soft complaining flute » (« la douce complainte de la flûte »), « the warbling flute » (« le gazouillis de la flûte »), « the sharp violins » (« la stridence des violons ») « mistake Earth for Heaven » (« incitent à prendre la terre pour un paradis »).
À l'émotion personnelle de l'auteur est lié un style contrastant souvent avec l'ensemble du poème. Dans I, XLVII, Thomson évoque le souvenir de ses amis disparus, celui de Pope en particulier. Pendant tout le XVIIIe siècle, les termes « mélancolie » ou « spleen » couvrent une large palette d'émotions d'ordre physique ou mental ; à propos de son ami, le médecin-poète John Armstrong, auteur de L'Art d'être en bonne santé (The Art of Preserving Health), Thomson écrit en 1748 qu'il existe une certaine forme de « spleen » à la fois « pleine d'humanité et agréable » auquel il est parfois sensible (« humane and agreeable ») : ainsi s'épanche-t-il en trois vers d'une grande dignité, teintés de mélancolie, s'allongeant démesurément comme pour s'attarder sur le passé entrouvert, avant une soudaine coupure dont on ne sait si elle est rébellion ou sanglot : « But chief, a while o! lend us from the tomb /Those long-lost friends for whom in love we smart » (« Pour une heure, ô ! faites sortir de la tombe, / Rendez-nous ces amis depuis longtemps perdus que pleure notre affection »).

##### La vision

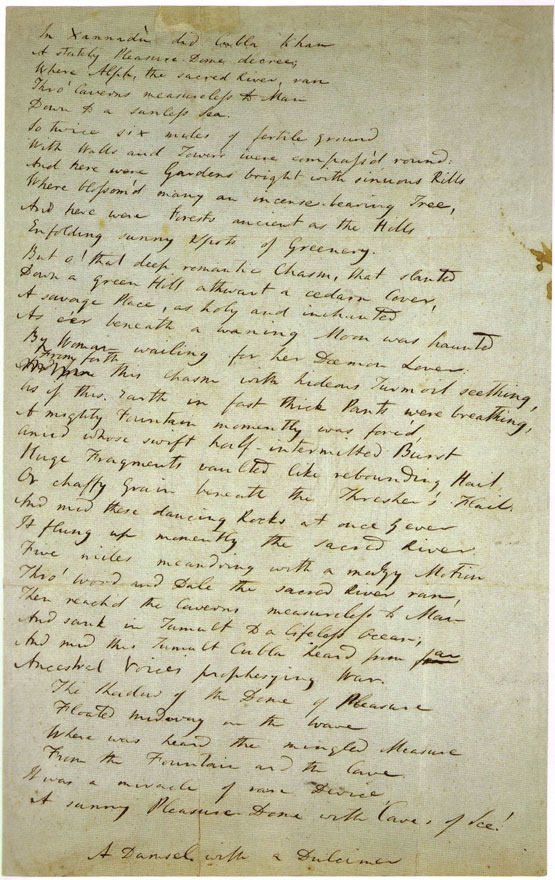
Brouillon du poème Kubla Khan par Coleridge, conservé à la British Library.

La vision découverte à la fin du deuxième chant s'exprime en une diction poétique entièrement renouvelée. Alors que le château s'écroule et laisse place à un spectacle d'horreur, Thomson oublie ses intentions didactiques, néglige l'allégorie et s'intéresse au paysage pour lui-même. Les artifices de style prennent alors une dimension nouvelle : usage des inkhorn, ces mots de formation savante forgés par les beaux esprits depuis Spenser, des allitérations renforçant l'impression d'étrangeté et enlevant au monde réel ce qu'il a de dur et de net, des archaïsmes ajoutant à l'insolite par leur incongruité.
À ce propos, Lemonnier écrit : « Thomson à cet égard est plus proche de Coleridge que de Spenser ». Le cauchemar, en effet, a remplacé le rêve et le faux éloge du sommeil et de la paresse a laissé place à un tableau d'apocalypse : c'est, avant la lettre, Kubla Khan revisité, ce palais enchanteur (« a pleasure dome ») mais aux fondations de glace (« A sunny pleasure-dome with caves of ice! »).

## La rhétorique et la métrique
Le Château d'Indolence comporte un paradoxe : le poème est un livre d'images mais l'expression en est fort peu imagée. Les représentations visuelles sont pléthore, mais ni les comparaisons, ni les métaphores n'abondent. La raison en est sans doute que l'atmosphère de rêve qui baigne ce château n'est pas comparée à la réalité, mais bien la réalité même. Du moins est-ce ce que Thomson tend à faire percevoir. L'image devient alors un luxe à n'utiliser qu'avec parcimonie.

### Les images
Quoi qu'il en soit, Thomson préfère la comparaison, avec ses deux termes et le lien médian, plus volontiers en accord avec les tendances stylistiques de la diction classique. Facteur d'équilibre, elle permet de balancer un vers ou un groupe de vers, voire plusieurs strophes en un mouvement symétrique. Ainsi, on trouve des comparaisons avec des termes juxtaposés en parallèle, depuis la formule rapide « as lithe they grow as any willow-wand  » (« assouplis comme baguette de saule ») (I, XXIII) jusqu'à l'ample construction en deux parties dont l'une expose les faits, l'entrée des invités (I, XX), et l'autre évoque le vol rapide de fées qui « s'engouffrent par le large portail aéré » (« through airy portal stream ») (I, XX),.
La métaphore, elle, se fait généralement plus discrète et plus inattendue. Elle ne se prépare pas par un mouvement du style, mais surgit d'un coup, le plus souvent à la fin de la strophe. Par exemple, Thomson feint l'hésitation avant d'entreprendre la description du château : « Mais comment aborder un conte aussi difficile ? » (I, XXXI),, puis il reprend sa formule en la transformant : « [traduction littérale] Ah, à cette fin, comment lever mon aile déplumée ? » (I, XXXI)
Beaucoup d'images sont empruntées à la tradition de la mythologie antique. Outre les dieux de l'Olympe avec leurs attributs habituels tels que chars et foudre, les Muses, les astres souvent personnifiés sont appelés à donner plus de majesté au récit. Thomson, cela dit, s'évade souvent de l'expression consacrée et crée des images et des comparaisons qui lui sont propres. Elles sont alors inspirées par la nature ou le rêve : le mirage d'un soleil d'Écosse (I, XXX), les animaux qui peuplent la campagne (I, LXIV), les paysages alpestres aux pics neigeux et au ciel glacé (II, LXVIV), ou encore l'intensité dure et les mouvements accusés et violents d'une vision de cauchemar (I, XLVI), flanquée de « beetling cliffs » (« falaises broussailleuses ») et peuplée d'êtres précipités en des abîmes sans fin « down, down black gulfs where sullen waters sleep » (« Dans les fonds, dans les fonds où dorment les mornes eaux »). La versification suit le mouvement en imposant un rythme en saccades, avec une substitution spondaïque au départ, une autre trochaïque possible en cours de route, et une syllabe accentuée catalectique en fin de vers : [— — / u — [ou — u] / u — /  u — / —]. Il n'est pas rare, en effet, que la fluidité iambique soit bouleversée ; ainsi la paire « dull desk, sad work » ([— — / — —]) (« morne bureau », « triste tâche ») à laquelle il serait difficile, écrit Las Vergnas, « de faire le coup du métronome : un, deux, un, deux ! », avec les iambes allègrement remplacés par des spondées ; les trochées, cependant, restent la dominante dans le texte.

### La strophe spensérienne
La strophe adoptée par Thomson possède une personnalité bien définie. Elle ne s'adapte pas à tous les genres, mais convient au didactisme et à la création d'atmosphères. L'alexandrin final, en effet, permet de résumer une impression, de clore une discussion : « Si bien que de penser, on rêvait qu'on y était presque obligé » (I, XXIX), d'ouvrir une perspective ou de frapper une maxime en un vers gnomique. Les alexandrins de Thomson sont souvent peu réussis lorsqu'ils servent à donner une nouvelle orientation au récit ou, au contraire, arrêter une digression : ainsi, cette sentence sans relief « They, till due time should serve, were bid far hence to keep » (« [traduction littérale] Jusqu'à l'heure prescrite, on leur demandait de s'en écarter ») (I, XLVI) ; en revanche, l'expression se fait vigoureuse quand un dernier trait rassemble le contenu de toute une strophe : « [traduction littérale] S'user là-bas au travail, alors qu'ici sans travail tout on obtient » (I, XIX),.
D'autre part, cette strophe est un vêtement ample qui convient à l'atmosphère indolente, celle du premier chant en particulier. Elle permet de s'attarder sur une évocation ou une description que prolongent de fréquents enjambements poursuivis sur plusieurs vers. Ainsi, la fontaine du château « […] au milieu de la cour projetait / Un ruisseau en éventail jaillissant depuis son lit liquide » (I, XXVII) (« […] in the middle of the court upthrew / A stream, high spouting from its liquid bed. »). De plus, la rime renforce l'impression donnée en créant des échos réguliers, si bien que la vision s'étale de façon appesantie.

## L'harmonie et le heurt des sons

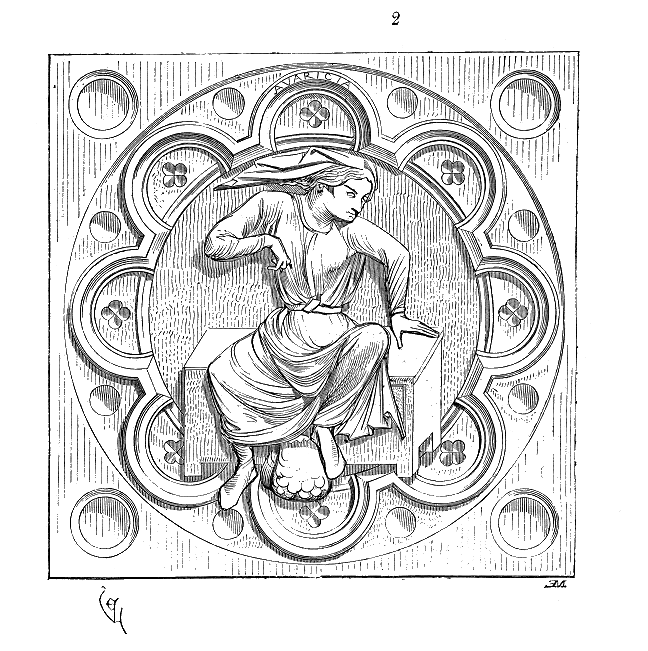
L'Avarice personnifiée (Viollet-le-Duc, cathédrale de Sens).

Voyelles et consonnes sont fréquemment répétées et même entremêlées. Le mouvement des reptiles est suggéré par l'accumulation des sons [k] et [i:] : « […] creeping creature seen » (I, III), le vague grondement des flots par la répétition des [m] : « […] the murmuring main », la douceur mélancolique de la lyre d'Éole par une série de [s] : « […] such sweet, such sad, such solemn airs divine » (I, XXXIX). Parfois, l'allitération rapproche deux mots par la syllabe finale du premier et l'initiale du second : Eat up with penurie (I, L), ce qui allonge par une amorce le vocable principal. Certaines cascades d'assonances progressent de vers en vers ; ainsi l'avare, vu au travers du globe de cristal (I, L), est affublé des sons « car » et « pe » répétés, formant ainsi l'impératif latin carpe, ironique puisque le vieillard « cueille » tout sauf le diem attendu, de la célèbre expression latine carpe diem. Cette séquence se poursuit sur trois vers, avec en écho, les explosives orales [p], [k] et [g] ou nasale [n] régulièrement répétés, :
| « Eat u'p with carking care and pe'nurie, Most like to carcase parched on gallow-tree. A pe'nny savèd is a pe'nny got. » | Rongé de soucis bilieux et de pénurie, Tel carcasse desséchée sur l'échafaud, Avec des cennes on fait des piastres. |

### Les ressources prosodiques
On relève aussi de nombreuses substitutions étroitement liées au sens de la phrase ou à l'atmosphère générale. Le premier chant est construit sur un rythme de berceuse, comme dans certaines comptines (Nursery Rhymes), en particulier écossaises, telle que « I have placed my cradle on that holly top » (« J'ai installé mon berceau en haut de ce houx, »),, alors que la fin du deuxième, suggérant l'horreur et la désolation, est plus hachée. Le contraste est manifeste quand on compare la scansion des strophes XL et XLI de la première partie avec celle des strophes LXXIX et LXXX de la seconde. Les seuls vers initiaux en donnent une idée : « A certain music, never known before  / / The first was with base dunghill rags yclad » (« [traduction littérale] Une musique, jamais encore entendue // Le premier était vêtu de viles ordures de guenilles ») :
| Vers     | Hémistiche | Séquence                    | Substitution                                                             |
| -------- | ---------- | --------------------------- | ------------------------------------------------------------------------ |
| I, XL    | 1          | u — / u — / u — / u — / u — | Rythme iambique régulier                                                 |
| II, LXXX | 2          | u — / u u / — — / u — / u — | Substitutions pyrrhique (2) et spondaïque (3) + rythme iambique régulier |

L'impression d'ensemble est que Thomson a mis l'accent sur la narration et a adopté une langue qui, en dépit des emprunts à la diction poétique traditionnelle, convient mieux à la peinture des sentiments qu'au récit. Au lieu de déplier une histoire, il la décrit par étapes. C'est pourquoi son poème ne chemine pas le long d'une ligne régulière. Il procède plutôt par paliers et parfois saccades, et à chacun ou chacune, s'adapte la manière d'écrire. Le premier chant est rapide, souvent virulent, en particulier lors de la présentation du « miroir aux vanités » et des invités. Cela dit, le vers s'engourdit ensuite jusqu'à la paralysie qui frappe l'ensemble des personnages. L'étalement sait se faire alors plus descriptif que narratif. Tout se passe comme si Thomson voulait prolonger une impression par le mouvement du vers et les suggestions des sons. C'est un appel à la durée qui naît d'états d'âme correspondant aux tableaux et aux épisodes, si bien que se succèdent les vagues de sentiment et se suivent les stases d'atmosphère.
Comme dans certains passages des Saisons, la facilité n'est pas absente pour autant, des refrains reviennent au long des deux chants, et parfois Thomson n'est pas sans ressembler à Saint-Lambert qui s'est inspiré de lui et au sujet duquel Sainte-Beuve cite Madame du Deffand dans ses Causeries du lundi : « Ce Saint-Lambert, écrit-elle à Walpole, est un esprit froid, fade et faux ; il croit regorger d’idées, et c’est la stérilité même ; sans les oiseaux, les ruisseaux, les ormeaux et leurs rameaux, il aurait bien peu de choses à dire ».
Certes, les « glade » (clairière), « vale » (vallon) et « dale » (« vallée ») sont rimes faciles, de même que « song » (« chant »), « throng » (« foule »), « along » (« le long »), « among » (« parmi »), ce qui, en ce dernier cas, pose le problème de la prononciation de la voyelle au XVIIIe siècle, puisque « along » se dit [ɑ] comme dans cot (« lit d'enfant »), alors que « among » se prononce avec le son voyelle de [ʌ]. On peut ajouter les « hill », « thrill », « rill », « trill » (colline, frisson, ru, trille), tout un programme de méandres et de babillage. Cela trahit un certain automatisme, un certain abandon à la facilité : en Thomson, il y a du parolier. Il s'en était, d'ailleurs, fait un drapeau en vantant sa « simplicity of diction » (« langue simple et chargée de peu de matière »). Cela dit, s'affirme un certain retour à la fraîcheur : la combinaison des mots n'est pas toujours simple, mais les mots, eux, le sont ; ainsi, que le vocabulaire soit de tradition ou ordinaire, Thomson lui donne une force par son élan personnel.

### Récapitulation
Est-ce là une expression poétique correspondant à la définition donnée par William Hazlitt à la fin du siècle ? « La meilleure notion d'ordre général que je puisse formuler sur la poésie est qu'elle concerne l'impression naturelle faite par un objet ou un événement, mais avec une vivacité telle qu'elle génère un mouvement involontaire d'imagination et de passion, et produit par sympathie une modulation de la voix et des sons destinés à l'exprimer ».
Les notions importantes sont exprimées par les termes « natural » (« naturel »), « vividness » (« vivacité, éclat ») et « sympathy » (« empathie »). Bien que Thomson ait créé des tournures nouvelles et sache adapter son style aux thèmes choisis, son expression poétique reste souvent tributaire de la diction classique. De plus, Le Château d'Indolence contient de nombreuses visions d'horreur, mais impressionnent-elles vraiment ? L'imaginaire du lecteur de 1748 est peuplée de représentations issues du fond des âges et portées par la tradition qu'un lecteur d'aujourd'hui ne peut appréhender que s'il est un spécialiste. Thomson se défend de réagir par sympathie : il est absent, lointain, discret ; il prend position pour s'arrêter aussitôt comme pour se défier de sa propre sensibilité : ainsi, « My muse, fondly wandering wide » (« Ma muse, au loin sottement s'égarant ») (I, XLVIII) ; ici, « fondly » signifie « sottement », comme chez Shakespeare : « I am a very foolish fond old man » (« Je suis un pauvre vieillard stupide et sot »), ou encore chez Milton, au début du tercet du sonnet Sur sa cécité : « I fondly ask » (« Demandé-je sottement »). Il apparait que cette poésie a découvert des thèmes dont le romantisme se servira pour les développer et en faire la substance de sa réflexion et de son art, mais elle est restée plutôt traditionnelle par son expression. Thomson est bien à la croisée des chemins, mais il en est un qu'il suit sans trop de contrainte, alors qu'il ne fait que s'engager timidement dans l'autre.
1798, l'année de la publication des Ballades lyriques par Wordsworth et Coleridge est encore loin. Cependant, l'œuvre de Thomson, même comparée à l'aune romantique, « change de valeur », écrit Lemonnier. Faire l'éloge du repos et du sommeil a conduit implicitement à faire celui des visions qui les accompagnent. Le rêve cesse d'être une rêverie de bonheur éveillé, mais « un foisonnement d'images incompréhensibles, venu peut-être d'une réalité autre que celle que nous révèlent la raison et l'expérience courante. »

## Influence
- Washington Irving cite quatre vers du chant I, strophe VI[T 29], dans son poème La Légende de Sleepy Hollow[84] :

| « A pleasing land of drowsy-hed it was, Of dreams that wave before the half-shut eye; And of gay castles in the clouds that pass, Forever flushing round a summer-sky » | Terre de somnolence exquise elle était, De songes flottant paupières mi-closes ; De joyeux châteaux trouant les fugitives nuées, À jamais enflammant le ciel de l'été. |

- Ann Radcliffe choisit des vers du chant I, strophe XXX, pour l'entête du chapitre XIII de son roman Les Mystères d'Udolphe[85].

| « As when a shepherd of the Hebrid-Isles, Placed far amid the melancholy main, (Whether it be lone fancy him beguiles, Or that aerial beings sometimes deign To stand embodied to our senses plain) Sees on the naked hill, or valley low, The whilst in ocean Phoebus dips his wain, A vast assembly moving to and fro, Then all at once in air dissolves the wondrous show. » | Tel le berger des Îles Hébrides, Qui, perdu au milieu du morne océan, (Qu'il soit leurré par sa seule imagination, Ou que des êtres aériens daignent S'incarner parfois à nos sens éveillés), Voit sur l'aride colline ou la profonde vallée, Alors que dans les eaux plonge le char de Phébus, Une immense foule se déplaçant çà et là, Puis d'un coup se dissoudre la prodigieuse vision. |

#### Texte
- (en) The Castle of Indolence (Wikisource anglophone)
- (en) James Thomson, The Castle of Indolence : An Allegorical Poem. Written in Imitation of Spenser [« Le Château d'Indolence. Poème allégorique, écrit en imitation de Spenser »], Andrew Millar, 1748, 2e éd., 81 p. (lire en ligne).
- (en) James Thomson, Allan Cunningham (éd. scientifique) et Samuel Williams (illustrateur (48 planches)), The Seasons and The Castle of Indolence [« Les Saisons et Le Château d'Indolence »], Londres, Tilt & Bogue, 1841, xx-271, 21 cm.
- (en) James Thomson et James Sambrook (éd. scientifique), The Seasons and The Castle of Indolence [« Les Saisons et Le Château d'Indolence »], Oxford, Clarendon Press, coll. « Oxford Paperback English Texts », 1972, xxviii-251, 20 cm (ISBN 0-1987-1070-4). Ouvrage pris comme référence pour la rédaction ci-dessus.

#### Traduction française
- (en) James Thomson (trad. Auguste-Jacques Lemierre d'Argy), Le Château de l'indolence : Poème en deux chants, Paris, Bruno-Labbe, 1814.

#### Autres ouvrages, correspondance et documents
- (en) James Thomson et Allan Dugald McKillop (éd. scientifique), James Thomson (1700-1748) : Letters and Documents [« James Thomson (1700-1748) : documents et correspondance »], Lawrence, Kansas, University of Kansas press, 1958, xi-225 (OCLC 13864597).
- (en) Alan Dugald McKillop, « Two More Thomson Letters », Modern Philology, Chicago, University of Chicago Press, no 60,‎ novembre 1962, p. 128-130.
- (en) James Thomson, Liberty, a Poem in five parts, Kindle Edition, 2011, 162 p. (ISBN 3849558932)

#### Ouvrages généraux
- (en) William Hazlitt, Lectures on the English Poets : delivered at the Surrey Institution [« Réflexions à propos des poètes anglais : destinées à la Surrey Institution »], London, Taylor and Hessey, 1818, 1re éd., 331 p., 22 cm (lire en ligne).
- (en) Samuel Johnson et Arthur Murphy (contributeur), The Works of Samuel Johnson : A new Edition, in twelve Volumes with an Essay on his Life and Genius [« Œuvres de Samuel Johnson : Nouvelle édition, en douze volumes avec un essai sur sa vie et son génie »], vol. 8, London, (Printed by Nichols & Son), 1801, 416 p., 12 vol. ; 22 cm (lire en ligne).
- (en) James Russell Lowell, The works of James Russell Lowell [« Travaux de James Russell Lowell »], vol. 4, Boston ; New York, Houghton Mifflin and company, 1890, 415 p., 10 vol. ; 21 cm (lire en ligne), Literary essays, « Spencer », p. 265-353.
- (en) G. Tilloson, Essays in Criticism and Resarch, vol. III, London, G. B. Hill, 1905, « Eighteen Century Poetic Diction ».
- (en) Samuel Johnson, George Birkbeck Hill (ed. scientifique) et Harold Spencer Scott, Lives of the English Poets : With Brief Memoir of Birbeck Hill by… Harold Spencer Scott [« Vie des poètes anglais avec une bref mémo à propos de Birbeck Hill par Harold Spencer Scott »], vol. 3 : Swift-Lyttelton, Oxford, Clarendon Press, 1905, 568 p., 3 vol. ; in-8 (lire en ligne), « Thomson », p. 281-301.
- (en) Henry A. Burd, « The Golden Age Idea in Eighteenth-Century Poetry » [« L’Age d’or des idées poétiques au dix-huitième siècle »], The Sewanee Review, Baltimore, Mariland, Johns Hopkins University Press, vol. 23, no 2,‎ avril 1915, p. 172-185 (JSTOR 27532802).
- (en) Raymond Dexter Havens, Raymond Dexter, The Influence of Milton on English Poetry, Cambridge, Mass., Harvard University Press, 1922, chapitre X et appendice A.
- (en) John Arthos, The Language of Natural Description in Eighteenth Century Poetry, Ann, Arbor, University of Michigan Press, 1949.
- (fr + en) Edmund Spenser (trad. Michel Poirier, et notes), La Reine des fées [« The Faerie Queene »] (Texte en anglais et trad. française en regard), Paris, Éditions Aubier-Montaigne, coll. « Collection bilingue des classiques étrangers », 1950 (réimpr. 1957), 1re éd., 317 p., 17 cm (ISBN 2-7007-1261-7), « Introduction ».
- (en) Donald Davie, Purity of Diction in English Verse, Londres, Chatto and Windus, 1952, 211 p. (ISBN 9781857548891, lire en ligne)
- (en) C. A. Moore, Background of English Literature (1700-1750), 1953, « The Return to Nature ».
- (en) Jean Hagstrum, The Sister Arts: The Tradition of Literary Pictorialism and English Poetry from Dryden to Gray, Chicago, University of Chicago Press.
- (en) Bonamy Dobrée, Oxford History of English Literature, vol. 7, Oxford, Oxford University Press, 1959, « English Literature in the Early Eighteen Century, 1700-1740 ».
- (fr + en) Pierre Arnaud (trad. Roger Martin, et notices), Les Préromantiques anglais : choix de leurs poèmes [« Early English romanticism »] (texte anglais avec traduction française en regard), Paris, Aubier, coll. « bilingue Aubier », 1977 (1re éd. 1939), xxiv-352 (ISBN 978-2-7007-0067-1).
- (en) Owen Barfield et Howard Nemerov, Poetic Diction : A Study in Meaning [« Le langage poétique : étude de sa signification »], Macon, GA, Wesleyan, 1984, 238 p. (ISBN 0-8195-6026-X).
- (en) Colin L. Manlove, Christian Fantasy: from 1200 to the Present, Londres, Palgrave Macmillan UK, 1992, 356 p. (ISBN 978-1-3491-2570-8)
- (en) Calvin Smith Brown, Music and Literature - A Comparison of the Arts [« Musique et littérature - Comparaison des arts »], Stamford, Thompson Press, 2013, 292 p., p. 23ffk 39 et 47.
- (en) Claude Rawson, The Cambridge Companion to Henry Fielding, Cambridge, Cambridge University Press, 2007, 202 p. (ISBN 0-5216-7092-6).

#### Publications spécifiques
- (en) James Thomson et Patrick Murdoch (ed. scientifique et contributeur), The Works of James Thomson with his last corrections and improvements : to which is prefixed, an account of his life and writings [« Travaux de James Thomson avec ses dernières corrections et améliorations : lesquels sont précédés d’un récit de sa vie et de ses écrits »], vol. 1, Londres, Andrew Millar, 1762, 2 vol. ; in-4 (lire en ligne), « An account of the life and writings of Mr James Thomson ».
- Charles Taylor, The Literary Panorama and National Register : Records of Literature, vol. 8, Londres, 1819.
- Léon Morel, James Thomson : sa vie et ses oeuvres, Paris, Hachette, 1895, 678 p., in-8 (lire en ligne).
- Léon Lemonnier, Les Poètes anglais du XVIIIe siècle : Pope. Thomson. Young. Gray. Collins. Ossian. Chatterton. Goldsmith. Cowper. Grabbe. Burns. Blake, Paris, Boivin & Cie, coll. « Le Livre de l'étudiant » (no 20), 1947, 245 p., in-16, « Thomson », p. 58-77.
- Raymond Las Vergnas, The Castle of Indolence (cours d'Agrégation d'anglais), Paris, Presses de la Sorbonne, 1956, 126 p.
- (en) Christine Gerrard, « The Castle of Indolence and the Opposition to Walpole » [« Le Château d'Indolence et l'opposition à Walpole »], The Review of English Studies, Oxford, Oxford University Press, vol. 41, no 161,‎ 1990, p. 45-64 (lire en ligne, consulté le 14 avril 2017).
- (en) James Sambrook, James Thomson, 1700-1748 : A Life, Oxford, Clarendon Press, 1991, 332 p. (ISBN 978-0-1981-1788-9).
- Frédéric Ogée, « James Sambrook, James Thomson, 1700-1748 : A Life » [« James Sambrook, James Thomson, 1700-1748 : une vie »] (compte rendu), XVII-XVIII. Bulletin de la société d'études anglo-américaines des XVIIe et XVIIIe siècles, Paris, Société des études anglo-américaines des XVIIe et XVIIIe siècles, vol. 23, no 1,‎ 1992, p. 141-143 (lire en ligne, consulté le 19 avril 2017).
- (en) Tim Fulford, Landscape, Liberty and Authority: Poetry, Criticism and Politics from Thomson to Wordsworth, Cambridge, Cambridge University Press, 1998, 272 p. (ISBN 9780521027427).
- (en) A. Hamilton Thompson, Ward (éd. scientifique), Alfred Rayney Waller (éd. scientifique), William Peterfield Trent (éd. scientifique), John Erskine (éd. scientifique), Stuart Pratt Sherman (éd. scientifique) et Carl Van Doren (éd. scientifique), The Cambridge History of English and American Literature : An Encyclopedia in Eighteen Volumes [« Histoire de la littérature anglaise et américaine (Cambridge) : encyclopédie en dix-huit volumes »], vol. X : The Age of Johnson, Bartleby.com, janvier 2000, 11 013, 18 vol. ; 24 cm (lire en ligne), chap. V (« Thomson and Natural Description in Poetry »)
- (en) Sebastien Mitchell, Cambridge Quarterly, vol. 35, 1er janvier 2006, chap. 4 (« James Thomson’s The Castle of Indolence and the Allegory of Selfhood »), p. 327-344.
- (en) Poetry Foundation, « James Thomson : 1700–1748 », sur poetryfoundation.org (consulté le 8 février 2017).

### Citations, notes et références
NB : la plupart des traductions relatives aux exemples a été gardée aussi littérale que possible.

#### Citations du texte original
1. ↑  « Ye Sons of Indolence, do what you will; / And wander where you liſt, through Hall or Glade: Be no Man's Pleaſure for another's ſtaid[M 2]. »
2. ↑  « […] make the imitation more perfect[T 2] ».
3. ↑  « The style of that admirable poet is, as it were, appropriated by custom to all allegorical poems writ in our language[27] ».
4. ↑  « Loose as the breeze that plays along the downs[T 12] ».
5. ↑  « It gives an idea of that which the patriarchal age or golden age is supposed to be[T 15] ».
6. ↑  « He still in woods pursued the libbard and the boar[T 22] ».
7. ↑  « Of Alpine cliffs, where to the gelid sky / Snows piled on snows in wintry torpor lie[T 26] ».
8. ↑  « Nature and art at once; delight and use combined ».
9. ↑  « a kind of checkered day and night[T 29] ».
10. ↑  « The murmuring main was heard, and scarecely heard do flow[T 30] ».
11. ↑  « Its speaking strings he tried, / Till tinkling in clear symphony they rung[T 30] ».
12. ↑  « Ah! Where shall I so sweet a dwelling find?[T 32]. »
13. ↑  « Thee haughty tyrants ne'er shall tame: / All their attempts to bend thee down,/ Will but arouse thy generous flame[V 10] ».
14. ↑  « Or prowl in courts of law for human prey[T 35] ».
15. ↑  « [music is] a sort of charming malady that quite dissolves them into softness, and greatly heighhtens them in […] universal indolence[50] ».
16. ↑  « roll, with vilest brutes, through mud and slime[T 26] ».
17. ↑  « No, fair illusions, no artful phantoms, no! /  My Muse will not attempt your fairy-land[T 41] ».
18. ↑  « But with the cloud they fled, and left no trace behind[T 18] ».
19. ↑  « But how shall I attempt such arduous string?[T 23] »
20. ↑  « So that to think you deeamt you almost was constrained[T 58] ».
21. ↑  « To toil far what you here untoiling may obtain[T 23]. »

#### Citations originales des commentateurs
1. ↑  « certainly travel as far as the Barbadoes[8] ».
2. ↑  « with good stanzas in it[10] ».
3. ↑  « a very pretty poem, and also a good imitation of Spenser[12] ».
4. ↑  « romantic melancholy […] gentle caricature[15] ».
5. ↑  « lies a blue atmosphere of vagueness, an opium-cloud, a vapour of dreams[15] ».
6. ↑  « it is the inferiority of the lexicon that […] prevents Thomson from coming quite close to mis master. Nay, there are a few places where he is actually not far off[16] ».
7. ↑  « And sooth these two did love each other dear, / As far as love in such a place could be[V 1] ».
8. ↑  « The only end of writing is to enable the readers better to enjoy life, or better to endure it[22] ».
9. ↑  « His genius « cannot be constrained by mastery ». […] he could not help conveying his feelings to the reader, by mere force of spontaneous expression[26] ».
10. ↑  « As a writer, he is entitled to one praise of the highest kind, his mode of thinking and of expressing his thoughts is original[22] ».
11. ↑  « fills up the intervals of true inspiration with the most vapid and worthless materials[26] ».
12. ↑  « The Castle of Indolence, again, in which the aspects of external nature are up to a certain point successfully harmonised with the theme is partly spoilt by the author's determination to extract a conventional moral from his work[40] ».
13. ↑  « The indolence […] [of] 'Jemmy Thomson' and other victims of manic depression, […] [is] a social and spiritual malaise which the opposition to Walpole saw sweeping through Hanoverian England: a malaise of inertia, hedonism, corruption, and loss of 'public spirit'[G 1] ».
14. ↑  « Thomson, […] died some four months after, […] The Castle of Indolence, had it been completed earlier, might have been recognized as [his] best political poem[G 8] ».
15. ↑  « An Allegory is a fable […] in which, under imaginary persons or things, is shadowed some real action or instructive moral […]  it is that 'in which one thing is related, and another thing is understood.' It is a kind of hieroglyphick, which, […] conveys instruction to the mind by an analogy to the senses, the literal and the mythical: the literal sense is a dream or vision, […] the second an interpretation […]. A reader […] was therefore expected to unravel the symbolic contents of an allegorical work by discovering the resemblances between its superficial literal signifiers and its suggested mythical signifieds[57] ».
16. ↑  « refined the language, improved the sentiments, and tuned the numbers of English poetry[58] ».
17. ↑  « Sighs, sobs, and passions, and the war of tongues. / A vial next she fills with fainting fears, / Soft sorrows, melting griefs, and flowing tears[63] ».
18. ↑  « Allegory means clear visual images[64] ».
19. ↑  « this palace of art and its pastoral setting are representations of the poetic imagination, and that indolence itself is the poet's dream[T 4]. »
20. ↑  « a dream-state […] where, in a state of creative reverie, the poet's mind blends and reshapes images of the external world[T 4] ».
21. ↑  « […] love's enchanting woes, the hero's ire, / The sage's calm, the patriot's noble rage, / Dashing corruption down through every worthless age[T 43] ».
22. ↑  « Ah, how shall I for this uprear my moulted wing?[V 26] ».
23. ↑  « The best general notion which I can give of poetry is, that it is the natural impression of any object or circumstance, by its vividness exciting an involuntary movement of imagination and passion, and producing, by sympathy, a certain modulation of the voice, or sounds, expressing it[80]. »